# DC Extended Universe

Logo DC usato dal 2016 al 2024

Il DC Extended Universe (DCEU) è un media franchise e universo condiviso statunitense incentrato su una serie di film di supereroi prodotti da DC Films e distribuiti da Warner Bros. Pictures. È basato sui personaggi che appaiono nei fumetti statunitensi pubblicati da DC Comics. Il DCEU comprende anche fumetti, cortometraggi, romanzi e videogiochi. Come l'Universo DC originale dei fumetti, il DCEU è costruito incrociando elementi comuni della trama, ambientazioni, cast e personaggi.
Warner Bros. ha iniziato a provare a riunire vari supereroi DC Comics nei film nel 2002, quando Wolfgang Petersen doveva dirigere un crossover tra i franchise cinematografici di Superman e Batman. Un film pianificato sulla Justice League è rimasto in sospeso nel 2008. I piani iniziali dell'universo sono stati cancellati dopo il fallimento di critica e commerciale del film Lanterna Verde del 2011. La Warner Bros. è poi riuscita a creare il suo universo condiviso nel 2013 con il film L'uomo d'acciaio e con quello del 2016 Batman v Superman: Dawn of Justice. Quest'ultimo è stato seguito da tredici film e dalla prima stagione di Peacemaker, una serie televisiva di HBO Max (in seguito rinominata Max). Il quindicesimo e ultimo film del DCEU, Aquaman e il regno perduto, è stato distribuito nel 2023.
Un nuovo franchise rebootato di film e serie televisive, il DC Universe, è stato lanciato nel 2024 ed è stato creato da James Gunn e Peter Safran, scelti come co-presidenti e co-CEO dei DC Studios nella ristrutturazione degli studios avvenuta alla fine del 2022. Alcuni personaggi del DCEU, come Peacemaker, Amanda Waller e Blue Beetle, compariranno nel DCU, mentre la seconda stagione di Peacemaker sarà ambientata nel nuovo universo.

## Nome
Dopo l'annuncio della serie di film, l'universo è stato comunemente chiamato "DC Cinematic Universe" (DCCU) dai fan e dai media, in linea con la convenzione di denominazione del già stabilito Marvel Cinematic Universe (MCU). Keith Staskiewicz, scrivendo per Entertainment Weekly, ha scherzosamente coniato il termine "DC Extended Universe" (DCEU) in un articolo su Batman v Superman: Dawn of Justice il 1º luglio 2015. Nel numero di settembre di Empire anche Snyder ha usato lo stesso termine; tuttavia nel settembre 2017 venne specificato che "DC Extended Universe" non è il nome ufficiale del franchise. Nel luglio 2018 alcuni media hanno riportato la notizia secondo cui l'universo cinematografico della DC sarebbe stato ribattezzato come "Worlds of DC", ma né la Warner Bros. né la DC Films hanno fatto alcun annuncio a proposito. Nel maggio 2020, con il lancio della piattaforma on demand HBO Max, la Warner Bros. ha ufficializzato "DC Extended Universe" come nome del franchise. Nell'ottobre 2022 Warner Bros. Discovery (società creata dopo la fusione tra WarnerMedia e Discovery Inc.) ha iniziato a riferirsi al DCEU come "DC Universe" o "DCU".

## Sviluppo

### I primi tentativi
I primi tentativi di creare un universo cinematografico furono nel 1998 con Superman Lives. Il film avrebbe dovuto essere scritto da Kevin Smith e diretto da Tim Burton. Il film sarebbe stato interpretato da Nicolas Cage nei panni di Superman. La sceneggiatura vedeva Brainiac mandare Doomsday sulla Terra per uccidere Superman e oscurare il sole in modo da rendere Superman inerme, dal momento che i poteri di Superman vengono dalla luce solare. Brainiac si sarebbe alleato con Lex Luthor, ma Superman sarebbe poi riuscito a sconfiggere il cattivo. Michael Keaton avrebbe dovuto riprendere il suo ruolo di Batman dai film di Tim Burton, ma il film venne cancellato.
Il 1º gennaio 2014 è stato rivelato che la Warner Bros. aveva provato a creare un nuovo universo cinematografico nel 2011 con Lanterna Verde. Era infatti in lavorazione un film su Flash scritto dagli sceneggiatori di Lanterna Verde, Michael Green e Marc Guggenheim, che avrebbe avuto una scena post-crediti in cui Hal Jordan, interpretato da Ryan Reynolds, incontra Flash. Il film è stato poi cancellato in seguito agli incassi deludenti e alle critiche ricevute da Lanterna Verde.

### L'inizio e lo sviluppo del DCEU
Dopo l'insuccesso di Lanterna Verde, la Warner Bros. cominciò a lavorare sul reboot di Superman che sarebbe diventato L'uomo d'acciaio; nel film furono inseriti diversi riferimenti ad altri personaggi dell'universo DC, in modo da poter proseguire con la creazione dell'universo cinematografico se il film avesse avuto successo. Il 10 giugno 2013 venne annunciato che il regista Zack Snyder e lo sceneggiatore David S. Goyer sarebbero tornati per il sequel di Man of Steel. Al San Diego Comic-Con 2013 Snyder annunciò che il sequel avrebbe mostrato per la prima volta insieme sul grande schermo Superman e Batman.
Nell'ottobre 2014 Geoff Johns, parlando delle differenze tra l'approccio della DC Comics rispetto ai Marvel Studios e al loro universo cinematografico, disse: "Noi lo vediamo come un multiverso. Abbiamo l'universo televisivo e l'universo cinematografico, ma co-esistono tutti quanti. Da un punto di vista creativo si tratta di permettere a tutti di fare il miglior prodotto possibile, di raccontare le migliori storie, di creare i mondi migliori. Tutti hanno una loro visione e noi vogliamo che queste visioni brillino... è solo un approccio diverso".
Nel giugno 2015 Greg Silverman parlò dell'approccio della DC al suo universo cinematografico: "Abbiamo una grande strategia per i film della DC, ossia prendere questi personaggi molto amati e metterli nelle mani di filmmaker esperti, e fare in modo che siano tutti coordinati tra loro. Ve ne accorgerete quando vedrete Batman v Superman, Suicide Squad, Justice League e tutti gli altri progetti a cui stiamo lavorando". Inoltre Silverman parlò del metodo della DC di assumere più sceneggiatori per uno stesso progetto: "Ogni progetto è diverso. In alcuni abbiamo più sceneggiatori che lavorano insieme. In altri mettiamo insieme sceneggiatori che non hanno mai lavorato insieme. E a volte, c'è un solo sceneggiatore la cui voce è giusta".
L'uscita di Batman v Superman: Dawn of Justice nel 2016 non ebbe il riscontro di pubblico e di critica sperato, e stessa cosa successe per il primo film corale dell'universo cinematografico della DC, Justice League, uscito nel 2017 dopo una fase travagliata di post-produzione, con l'avvicendamento tra Zack Snyder e Joss Whedon alla regia (nonostante Snyder fosse rimasto accreditato come unico regista), e rivelatosi un insuccesso commerciale, tanto da spingere la Warner Bros. a rivalutare il futuro dell'universo condiviso della DC.
Il 4 gennaio 2018 la Warner Bros. Pictures promosse Walter Hamada alla presidenza della DC Films, rimpiazzando Jon Berg e Geoff Johns (che rimase presidente e CCO della DC Entertainment). Dopo il successo economico e di critica di Aquaman, DC Films e Warner Bros. dichiararono congiuntamente che il focus di tutti i film in uscita non sarebbe stato più quello di costruire un universo condiviso, ma quello di concentrarsi con maggior enfasi sulle singole storie dei personaggi.

### La nascita dei DC Studios e la fine del DCEU
Ad aprile 2022, a seguito della fusione tra WarnerMedia e Discovery Inc. è nata Warner Bros. Discovery. Il presidente e CEO della nuova società, David Zaslav, ha evidenziato la mancanza di una strategia creativa all'interno delle produzioni DC e ha espresso l'intenzione di trovare una figura simile a quello che rappresenta Kevin Feige per i Marvel Studios. A giugno Michael De Luca e Pam Abdy sono stati nominati co-presidenti del Warner Bros. Motion Picture Group, prendendo il posto di Toby Emmerich, oltre a essere destinati a supervisionare temporaneamente le produzioni DC Films e Warner Animation Group. Ad agosto Zaslav ha confermato che l'intenzione della Warner Bros. Discovery sarebbe stata quella di concentrarsi sui film per il cinema e che la valorizzazione dei personaggi di Superman, Batman e Wonder Woman avrebbe rappresentato l'obiettivo principale del franchise. Ad ottobre Dwayne Johnson ha espresso fiducia verso il nuovo corso dell'universo cinematografico della DC e ha dichiarato di lavorare per aiutare la Warner Bros. a trovare una guida per la DC Films.
A novembre la DC Films è diventata DC Studios, mentre James Gunn e Peter Safran sono stati nominati co-presidenti e co-CEO, con il compito di supervisionare tutti i progetti della DC legati al cinema, alla televisione e all'animazione. Al primo incontro tra Warner Bros. Discovery e DC Studios nello stesso mese di novembre, Gunn e Safran hanno illustrato dettagliatamente il loro piano a lungo termine per il franchise. A dicembre è stato annunciato lo sviluppo di un nuovo film su Superman, incentrato su una versione più giovane del personaggio, che non avrebbe più visto Henry Cavill come protagonista. A gennaio 2023 Gunn e Safran hanno annunciato che, con l'uscita di Superman: Legacy (poi ribattezzato solo Superman) nel 2025, sarebbe iniziato il primo capitolo, noto come "Chapter One: Gods and Monsters", del rinnovato DC Universe, mentre il DC Extended Universe originale si sarebbe concluso con il film Aquaman e il regno perduto. Il nuovo franchise si comporrà di film live-action, film d'animazione e videogame, mentre i progetti che non faranno parte dell'universo condiviso saranno etichettati come Elseworlds.

## Film
| Film                                                        | Data di uscita USA | Regia              | Sceneggiatura                                   | Soggetto                                                                        | Produttori                                                                           |
| ----------------------------------------------------------- | ------------------ | ------------------ | ----------------------------------------------- | ------------------------------------------------------------------------------- | ------------------------------------------------------------------------------------ |
| L'uomo d'acciaio                                            | 14 giugno 2013     | Zack Snyder        | David S. Goyer                                  | David S. Goyer & Christopher Nolan                                              | Charles Roven, Christopher Nolan, Emma Thomas e Deborah Snyder                       |
| Batman v Superman: Dawn of Justice                          | 25 marzo 2016      | Zack Snyder        | Chris Terrio e David S. Goyer                   | Chris Terrio e David S. Goyer                                                   | Charles Roven e Deborah Snyder                                                       |
| Suicide Squad                                               | 5 agosto 2016      | David Ayer         | David Ayer                                      | David Ayer                                                                      | Charles Roven e Richard Suckle                                                       |
| Wonder Woman                                                | 2 giugno 2017      | Patty Jenkins      | Allan Heinberg                                  | Zack Snyder & Allan Heinberg e Jason Fuchs                                      | Charles Roven, Deborah Snyder, Zack Snyder e Richard Suckle                          |
| Justice League                                              | 17 novembre 2017   | Zack Snyder        | Chris Terrio e Joss Whedon                      | Chris Terrio & Zack Snyder                                                      | Charles Roven, Deborah Snyder, Jon Berg e Geoff Johns                                |
| Aquaman                                                     | 21 dicembre 2018   | James Wan          | David Leslie Johnson-McGoldrick e Will Beall    | Geoff Johns & James Wan e Will Beall                                            | Peter Safran e Rob Cowan                                                             |
| Shazam!                                                     | 5 aprile 2019      | David F. Sandberg  | Henry Gayden                                    | Henry Gayden e Darren Lemke                                                     | Peter Safran                                                                         |
| Birds of Prey e la fantasmagorica rinascita di Harley Quinn | 7 febbraio 2020    | Cathy Yan          | Christina Hodson                                | Christina Hodson                                                                | Margot Robbie, Bryan Unkeless e Sue Kroll                                            |
| Wonder Woman 1984                                           | 25 dicembre 2020   | Patty Jenkins      | Patty Jenkins & Geoff Johns & David Callaham    | Patty Jenkins & Geoff Johns                                                     | Charles Roven, Deborah Snyder, Zack Snyder, Patty Jenkins, Gal Gadot e Stephen Jones |
| Zack Snyder's Justice League                                | 18 marzo 2021      | Zack Snyder        | Chris Terrio                                    | Chris Terrio & Zack Snyder e Will Beall                                         | Charles Roven e Deborah Snyder                                                       |
| The Suicide Squad - Missione suicida                        | 5 agosto 2021      | James Gunn         | James Gunn                                      | James Gunn                                                                      | Charles Roven e Peter Safran                                                         |
| Black Adam                                                  | 21 ottobre 2022    | Jaume Collet-Serra | Adam Sztykiel e Rory Haines & Sohrab Noshirvani | Adam Sztykiel e Rory Haines & Sohrab Noshirvani                                 | Beau Flynn, Hiram Garcia, Dwayne Johnson e Dany Garcia                               |
| Shazam! Furia degli dei                                     | 17 marzo 2023      | David F. Sandberg  | Henry Gayden e Chris Morgan                     | Henry Gayden e Chris Morgan                                                     | Peter Safran                                                                         |
| The Flash                                                   | 16 giugno 2023     | Andy Muschietti    | Christina Hodson                                | John Francis Daley, Jonathan Goldstein e Joby Harold                            | Barbara Muschietti, Michael Disco                                                    |
| Blue Beetle                                                 | 18 agosto 2023     | Ángel Manuel Soto  | Gareth Dunnet-Alcocer                           | Gareth Dunnet-Alcocer                                                           | John Rickard e Zev Foreman                                                           |
| Aquaman e il regno perduto                                  | 22 dicembre 2023   | James Wan          | David Leslie Johnson-McGoldrick                 | James Wan & David Leslie Johnson-McGoldrick e Jason Momoa & Thomas Pa'a Sibbett | Peter Safran, James Wan e Rob Cowan                                                  |

### L'uomo d'acciaio(2013)

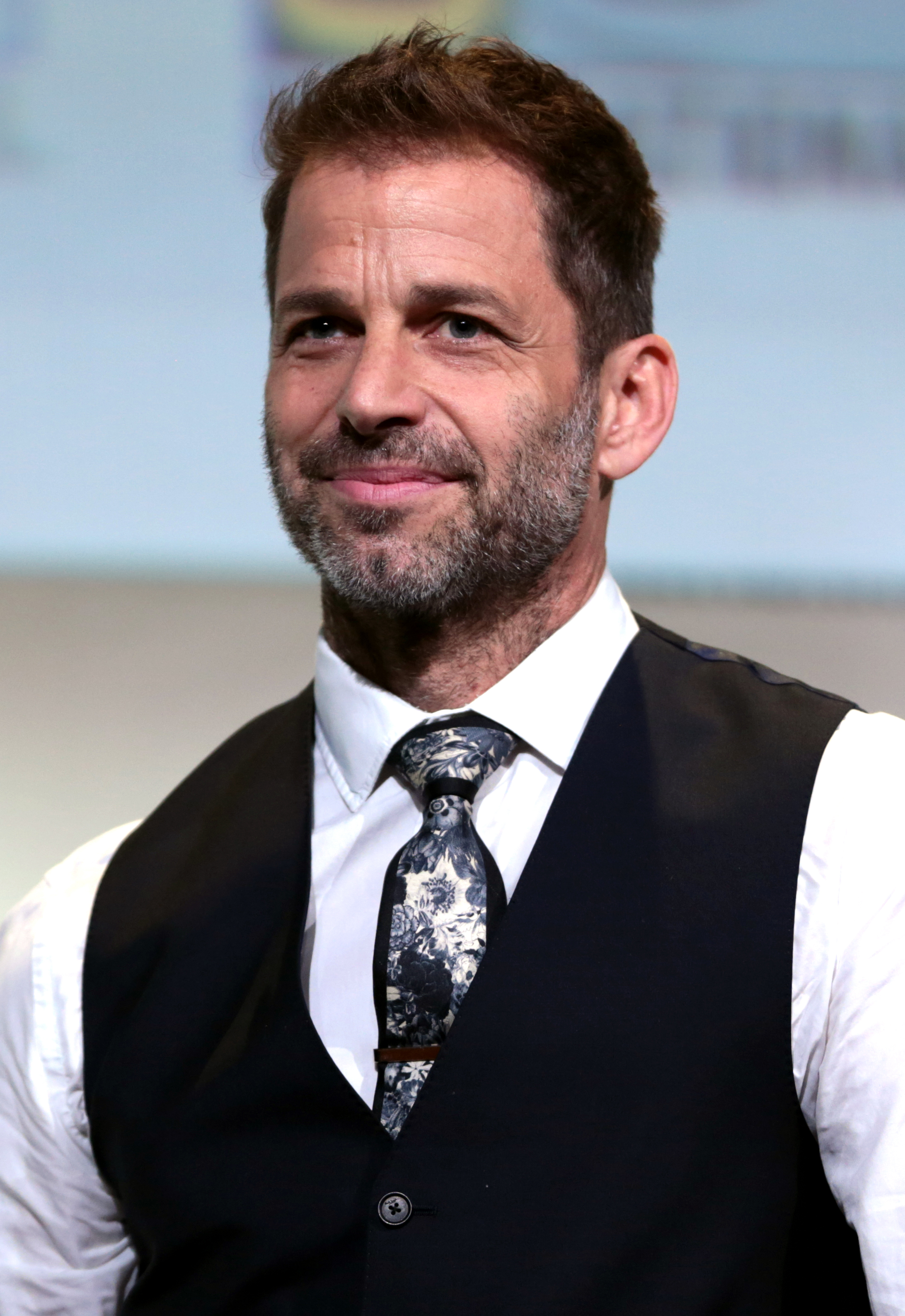
Zack Snyder, regista de L'uomo d'acciaio, Batman v Superman: Dawn of Justice, Justice League e la sua director's cut

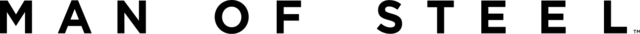
Logo de L'uomo d'acciaio

Nel 2010, impegnati nella realizzazione di Il cavaliere oscuro - Il ritorno, lo sceneggiatore David S. Goyer e il regista Christopher Nolan cominciarono a confrontarsi sulla possibilità di reintrodurre il personaggio di Superman in un contesto più moderno. L'idea di Nolan e Goyer venne posta al vaglio di Warner Bros., da due anni in consulto con fumettisti e sceneggiatori per giungere a un riavvio della trasposizione cinematografica dell'Uomo del Domani; la casa di produzione accettò la proposta, ingaggiando nell'ottobre 2010 Zack Snyder per dirigere una pellicola sulla base della sceneggiatura così realizzata da Goyer e Nolan.
Nel gennaio 2011 il britannico Henry Cavill venne scelto come interprete di Clark Kent / Superman. Al cast si aggiunsero quindi Amy Adams nei panni di Lois Lane, Michael Shannon in quelli del generale Zod e Diane Lane come Martha Kent. Le riprese sono cominciate nell'agosto 2011 e si sono svolte tra l'Illinois, la California e la Columbia Britannica.
Distribuita il 13 giugno 2013 negli Stati Uniti e il 20 giugno successivo in Italia, la pellicola è un reboot della versione cinematografica di Superman, del quale vengono qui raccontate le origini e lo scontro con il generale Zod.

### Batman v Superman: Dawn of Justice(2016)
Nel giugno 2013 fu annunciato l'intento di realizzare un sequel di L'uomo d'acciaio, del quale Snyder, Goyer e Nolan sarebbero stati rispettivamente regista, sceneggiatore e produttore esecutivo. Il mese successivo, in occasione del San Diego Comic-Con International 2013, fu rivelato che la pellicola avrebbe portato per la prima volta sul grande schermo sia Superman che Batman, la cui versione cinematografica sarebbe andata così incontro anch'essa a reboot. Snyder e Goyer dichiararono che la storia, pur originale, avrebbe tratto ispirazione dalla miniserie a fumetti Batman: Il ritorno del Cavaliere Oscuro (1986). Nel dicembre 2013 lo sceneggiatore Chris Terrio venne ingaggiato per riscrivere il lavoro di Goyer.
Oltre alle riconferme di Cavill, Adams e Lane, al cast si aggiunsero nell'agosto 2013 Ben Affleck come Bruce Wayne / Batman e nel dicembre seguente Gal Gadot come Diana Prince / Wonder Woman; furono poi integrati Jesse Eisenberg come Lex Luthor e Jeremy Irons come Alfred Pennyworth. Le riprese cominciarono nell'ottobre 2013 a Los Angeles, per poi spostarsi a Toronto, Chicago, Detroit e dintorni, Yorkville e nel Nuovo Messico.
Inizialmente prevista per il 2015, l'uscita della pellicola fu posticipata nel gennaio 2014 al 6 maggio 2016; fu quindi anticipata in via definitiva al 25 marzo 2016. Ambientata diciotto mesi dopo gli eventi di L'uomo d'acciaio, la pellicola inscena l'incontro-scontro tra Batman e Superman, intrecciato con l'ascesa al potere di Lex Luthor.

### Suicide Squad(2016)

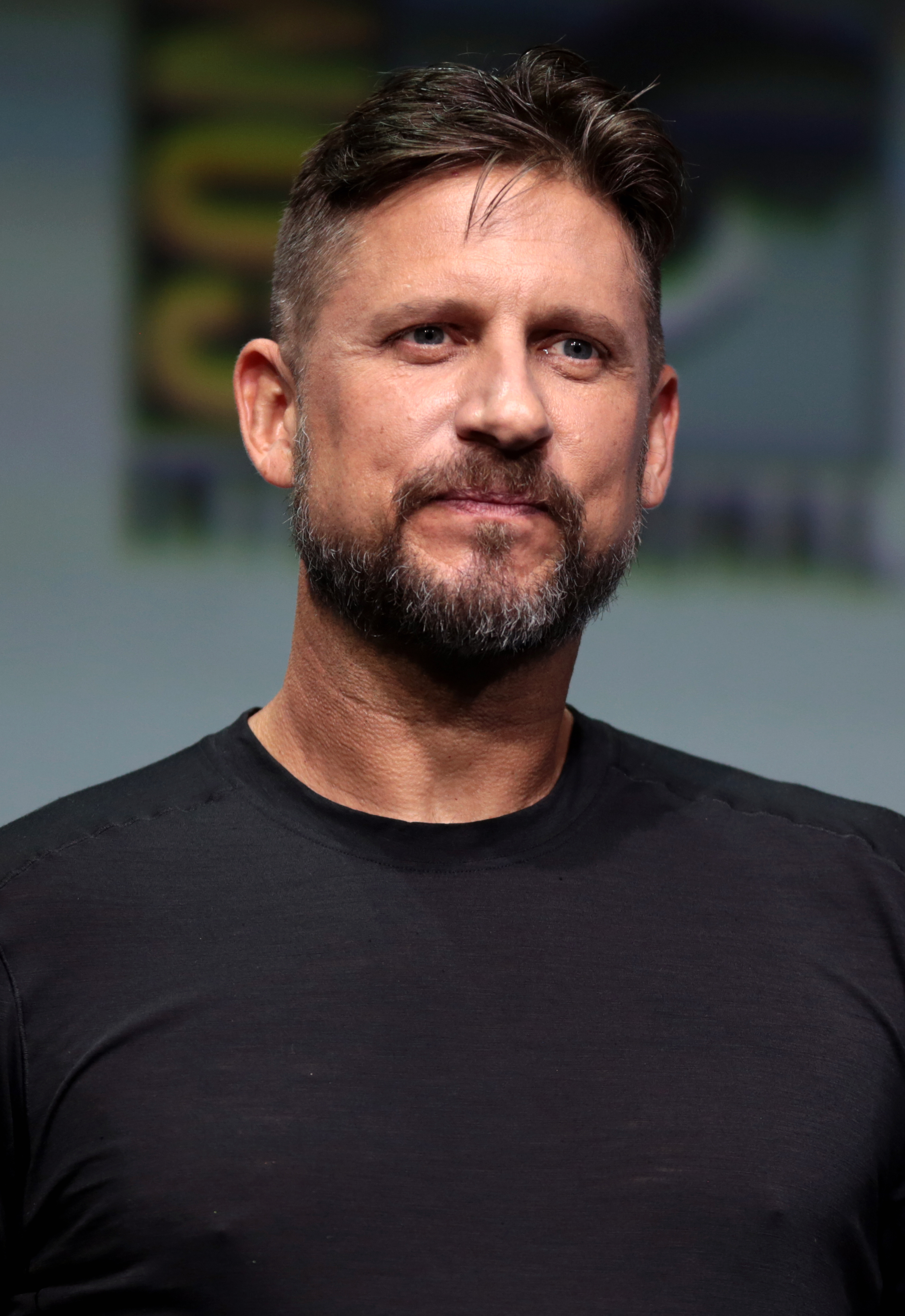
David Ayer, sceneggiatore e regista di Suicide Squad

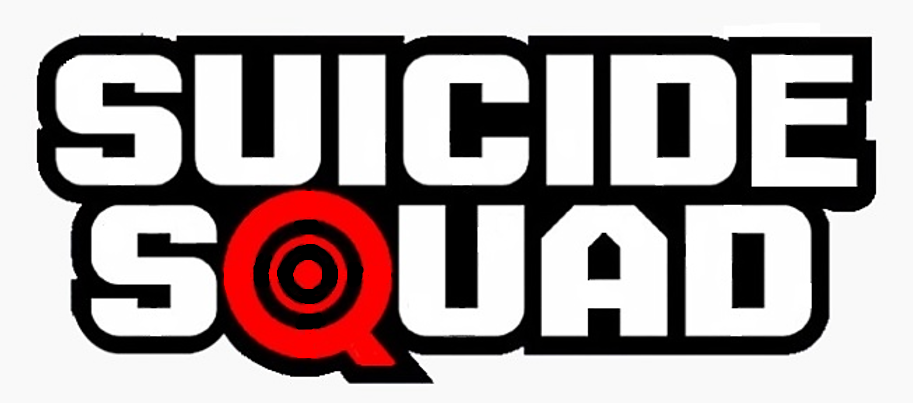
Logo del film Suicide Squad

Nel settembre 2014 il regista David Ayer fu ingaggiato da Warner Bros. per scrivere e dirigere un lungometraggio sulla Squadra Suicida, su cui era stato precedentemente al lavoro dal febbraio 2009 lo sceneggiatore Justin Marks.
A partire dal novembre 2014 il cast della pellicola si arricchì di Margot Robbie (Harley Quinn), Will Smith (Deadshot), Jared Leto (Joker), Joel Kinnaman (Rick Flag), Jai Courtney (Capitan Boomerang), Cara Delevingne (Incantatrice) e Viola Davis (Amanda Waller). Nel luglio 2015 Tom Hardy, impegnato sul set di Revenant - Redivivo, lasciò la propria parte a Joel Kinnaman. Fu quindi la volta di Jay Hernandez (El Diablo) e di Adewale Akinnuoye-Agbaje (Killer Croc). Le riprese si svolsero tra l'aprile e il settembre 2015 a Toronto.
Distribuita negli Stati Uniti il 5 agosto 2016 e in Italia il 13 agosto seguente, la pellicola racconta la prima missione della Task Force X assoldata dalla direttrice dell'A.R.G.U.S. Amanda Waller.

### Wonder Woman(2017)

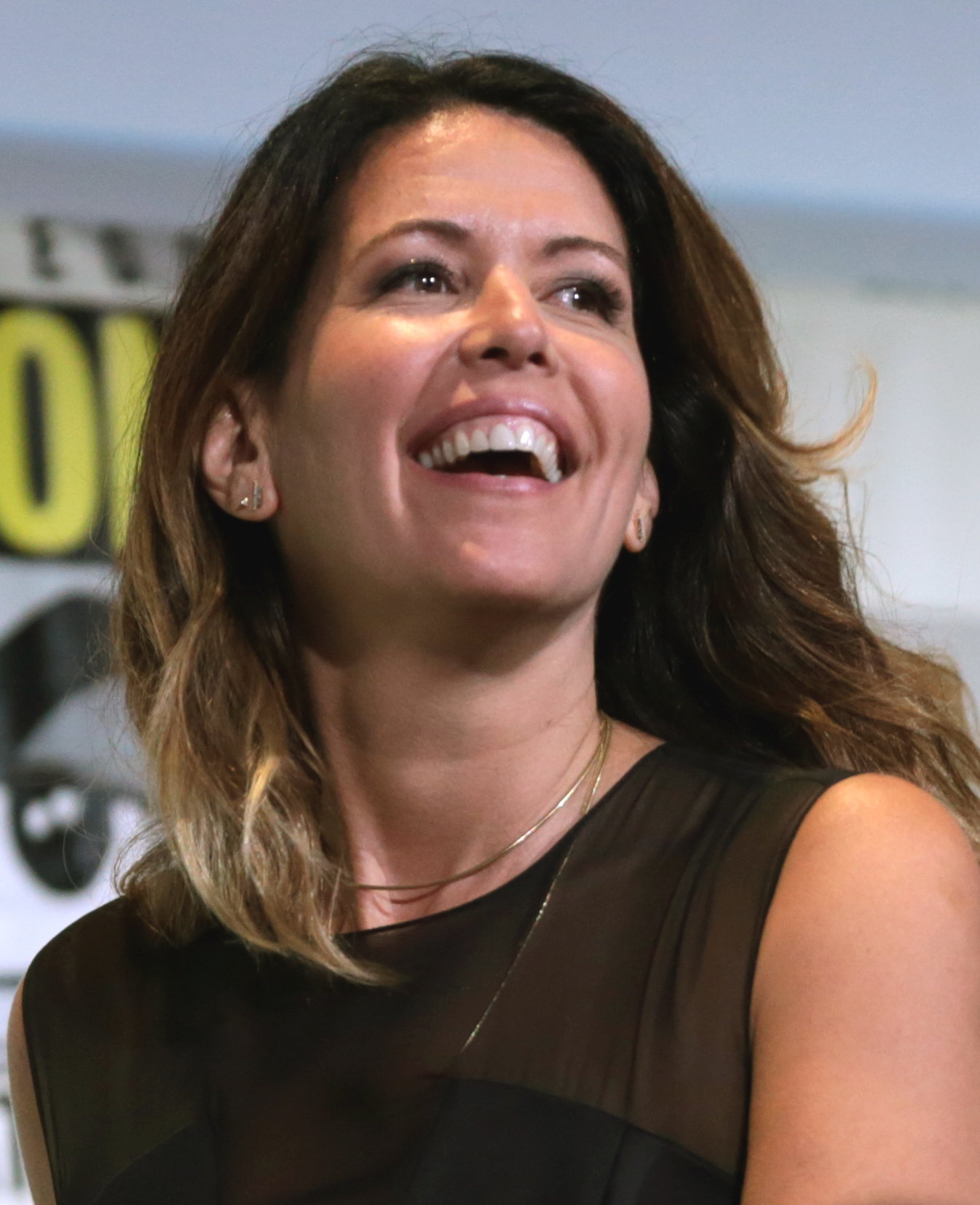
Patty Jenkins, regista di Wonder Woman e co-sceneggiatrice e regista di Wonder Woman 1984

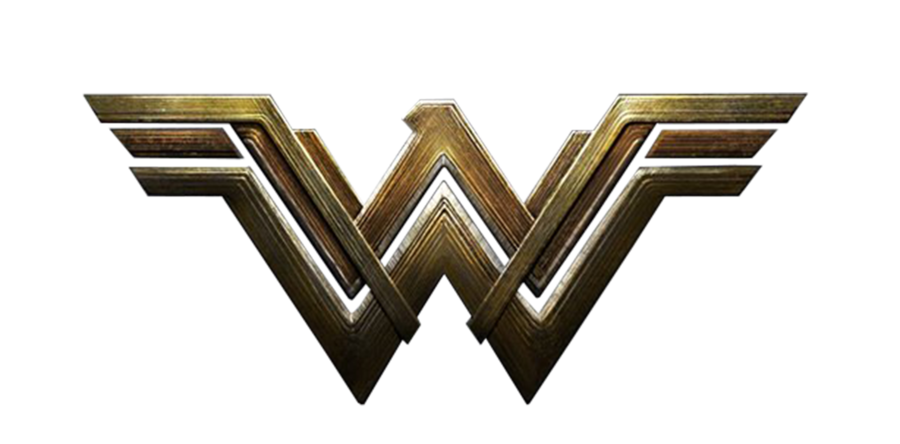
Logo del film Wonder Woman

Nel novembre 2014 Michelle MacLaren venne scelta come regista di una futura pellicola su Wonder Woman, a partire da una sceneggiatura realizzata da Jason Fuchs, con produzione prevista per l'autunno 2015. Dopo una fase di rallentamento dei lavori, il 13 aprile 2015 MacLaren abbandonò il progetto per divergenze creative. Due giorni più tardi Patty Jenkins fu nominata alla regia della pellicola.
Oltre alla conferma di Gadot nei panni di Wonder Woman (in virtù del contratto siglato a fine 2013, che prevedeva la realizzazione di almeno tre lungometraggi con il suo personaggio), nel luglio 2015 Chris Pine ottenne il ruolo di Steve Trevor; fecero seguito, tra gli altri, Robin Wright (Antiope) e, nel gennaio 2016, Connie Nielsen (Ippolita).
Distribuito negli Stati Uniti il 2 giugno 2017, Wonder Woman racconta le origini dell'omonima supereroina amazzone, temporalmente collocate negli anni della Prima guerra mondiale.

### Justice League(2017)

Logo del film Justice League

Nel giugno 2012 Warner Bros. avviò i lavori per la realizzazione di un lungometraggio sulla Justice League, affidando la sceneggiatura a Will Beall. Un anno più tardi, il lavoro di Beall venne accantonato, e la casa di produzione commissionò la sceneggiatura a Goyer. Nell'aprile 2014 venne affidata la regia del detto progetto a Zack Snyder, mentre nel luglio successivo la sceneggiatura venne riaffidata a Terrio. Nell'ottobre 2014 fu annunciata la decisione di Warner Bros. di smezzare la pellicola in due lungometraggi, dei quali furono fissate due date d'uscita provvisorie (17 novembre 2017 per la prima parte, 14 giugno 2019 per la seconda), entrambi affidati ancora a Snyder.
Nel marzo 2016 Amber Heard venne scritturata come interprete di Mera; nello stesso periodo si unirono al cast anche Willem Dafoe (Vulko) e J. K. Simmons (James Gordon).
Nel maggio 2017 la pellicola divenne un caso di development hell: a causa della morte della propria figlia, Snyder scelse infatti di abbandonare il progetto in fase di post-produzione; Warner Bros., tuttavia, decise di portare a compimento l'opera affidando il lavoro residuale al regista Joss Whedon, che portò a termine la post-produzione realizzando anche riprese aggiuntive.
Ambientato dopo i fatti di Dawn of Justice, il film descrive il reclutamento e la formazione della Justice League come operazione condotta da Bruce Wayne per fronteggiare la minaccia d'invasione di Steppenwolf.

#### Zack Snyder's Justice League(2021)

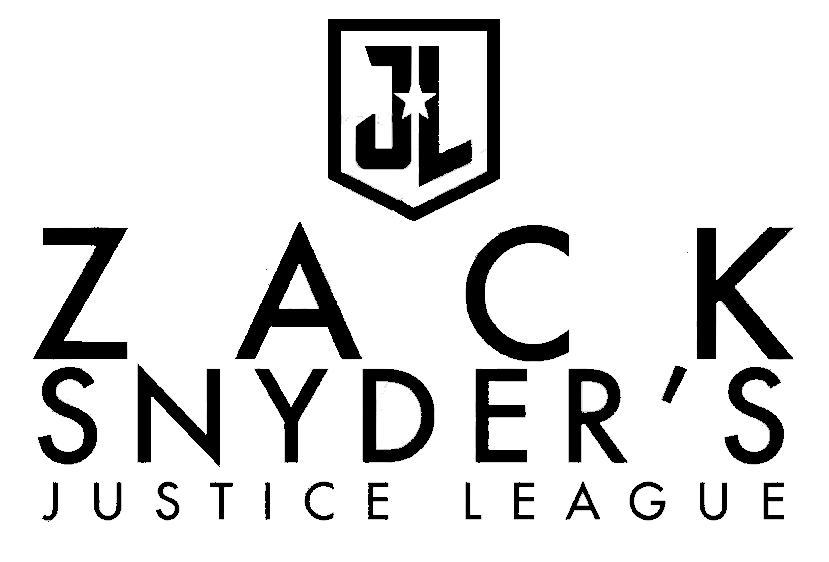
Logo di Zack Snyder's Justice League

All'insuccesso di Justice League fecero seguito crescenti fughe di notizie sulla tribolata produzione della pellicola e, soprattutto, sulle consistenti modifiche subite dall'opera nell'avvicendarsi di Whedon a Snyder alla cabina di regia. Da ciò derivò un crescente interesse dei fan verso la storia originariamente concepita da Snyder. Dopo anni di speculazioni, nel maggio 2020 è stato annunciato che la director's cut di Snyder sarebbe uscita nel 2021 sulla piattaforma HBO Max.
Il 22 agosto 2020, durante il DC Fandome, è stato reso noto che la director's cut di Justice League sarebbe stata distribuita come una miniserie televisiva in quattro parti. Nel gennaio 2021, invece, Snyder ha annunciato che la director's cut sarebbe stata distribuita come un film di quattro ore.

### Aquaman(2018)

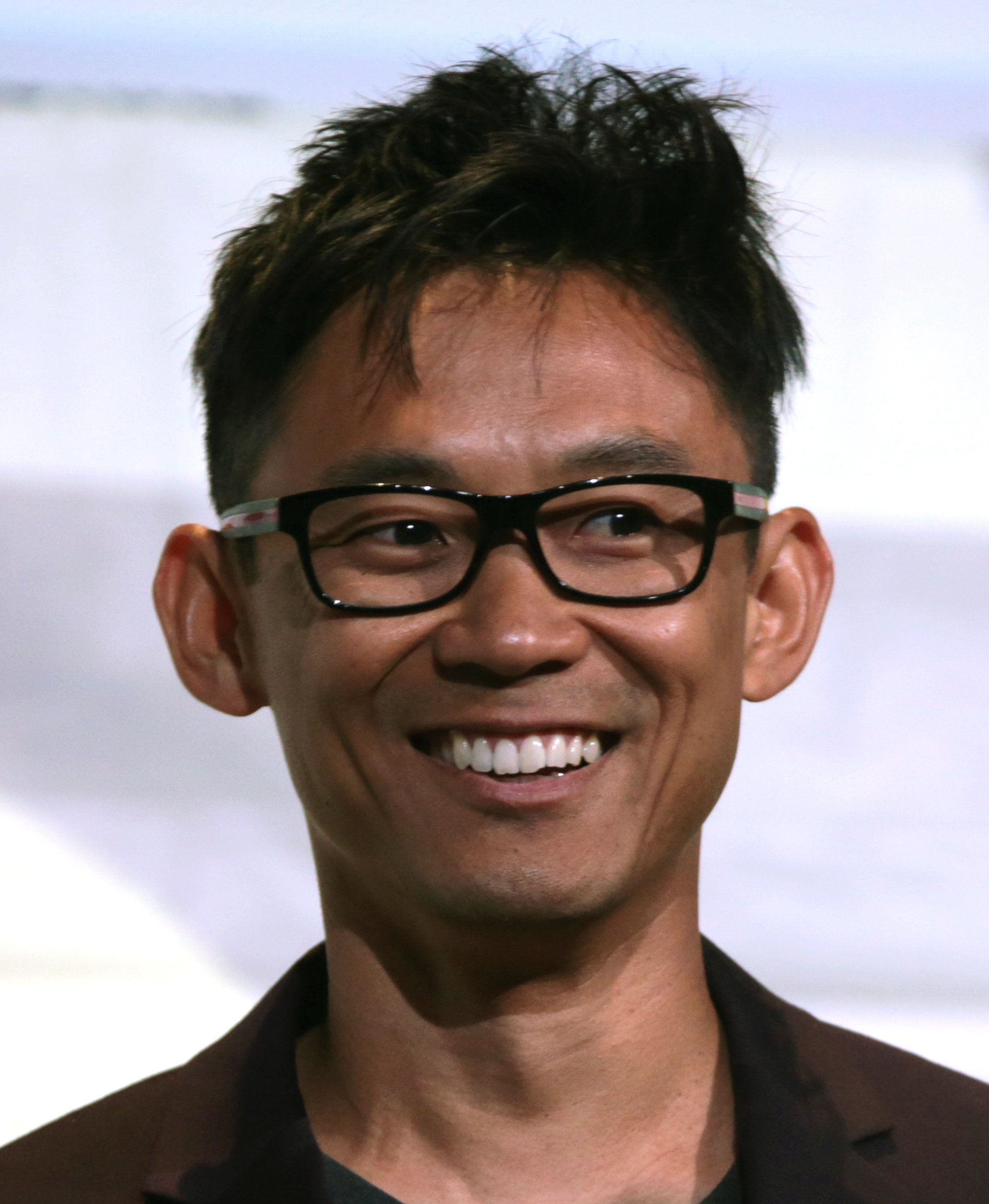
James Wan, regista di Aquaman e del suo sequel.

Aquaman fa ritorno ad Atlantide per impedire che il fratellastro Ocean Master dichiari guerra al mondo umano.
Il 12 agosto 2014 la Warner Bros. annunciò di aver ingaggiato Will Beall e Kurt Johnstad per scrivere due differenti sceneggiatura separate per il film, e alla fine solo la migliore sarebbe stata scelta per avviare il progetto. Il 10 aprile 2015 fu ingaggiato James Wan per dirigere il film. In un primo momento fu scelta la sceneggiatura di Johnstad, ma il 22 luglio 2016 il regista James Wan e il fumettista Geoff Johns, autori del soggetto del film, annunciarono l'avvio del progetto con la sceneggiatura di Will Beall
La data di uscita statunitense fu fissata al 21 dicembre 2018.

### Shazam!(2019)

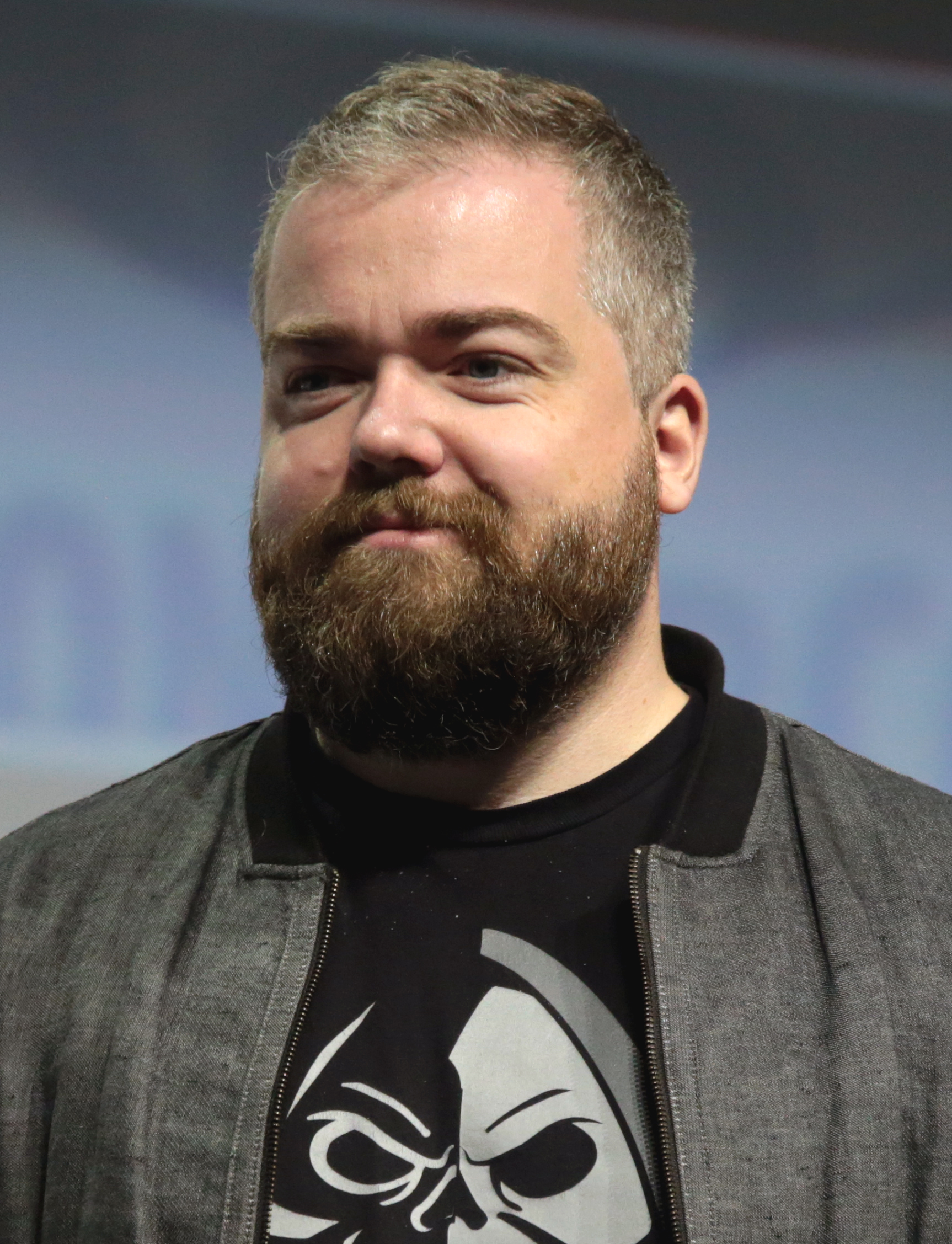
David F. Sandberg, regista di Shazam! e del suo sequel.

Billy Batson, un ragazzino di 15 anni, viene scelto da un mago per diventare il supereroe Shazam. Con l'aiuto dell'amico Freddy Freeman, Billy dovrà impedire al malvagio dottor Sivana di sottrargli i poteri.
Nell'ottobre 2017 Zachary Levi venne annunciato nel cast del film per interpretare il ruolo del supereroe Shazam. Nei mesi successivi si aggiunsero anche Mark Strong, Asher Angel e Jack Dylan Grazer, nei panni rispettivamente di dottor Sivana, Billy Batson e Freddy Freeman. La regia della pellicola venne affidata a David F. Sandberg.
La produzione del film iniziò il 5 febbraio 2018. La data di uscita statunitense fu fissata al 5 aprile 2019.

### Birds of Prey e la fantasmagorica rinascita di Harley Quinn(2020)

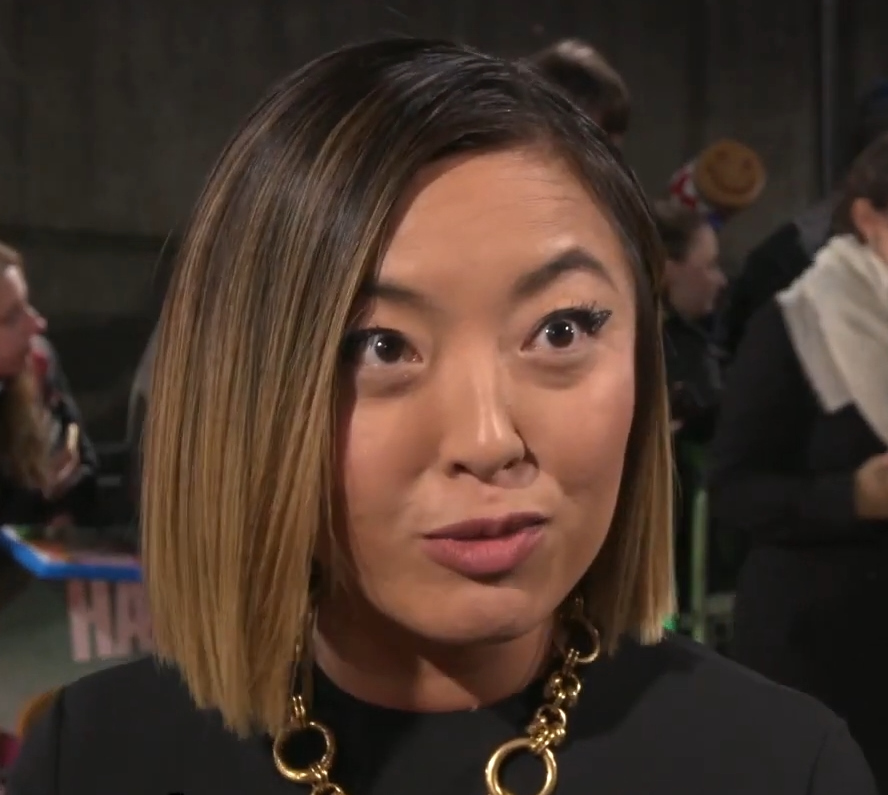
Cathy Yan, regista di Birds of Prey e la fantasmagorica rinascita di Harley Quinn

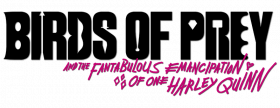
Logo di Birds of Prey e la fantasmagorica rinascita di Harley Quinn

Harley Quinn unisce le forze con Black Canary, Cacciatrice e Renee Montoya per proteggere Cassandra Cain, una giovane ragazza minacciata da Maschera Nera.
Margot Robbie tornò ad interpretare Harley Quinn in uno spin-off di Suicide Squad, incentrato sul gruppo di supereroine noto come Birds of Prey. Come antagonista principale del film fu scelto Maschera Nera. La regia fu affidata a Cathy Yan mentre la data di uscita nordamericana fu fissata per il 7 febbraio 2020. Il 18 novembre 2018 Mary Elizabeth Winstead, interprete della Cacciatrice, rivelò che le riprese del film sarebbero iniziate nel gennaio 2019. Il 20 novembre Margot Robbie condivise una foto della sceneggiatura con il titolo Birds of Prey and the Fantabulous Emancipation of one Harley Quinn.

### Wonder Woman 1984(2020)

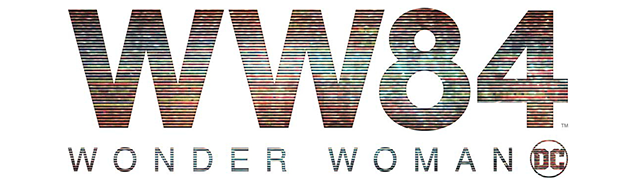
Logo di Wonder Woman 1984

Gal Gadot torna ad interpretare Wonder Woman per il sequel dell'omonimo film, la cui regia è stata affidata nuovamente a Patty Jenkins. La data di uscita nordamericana, inizialmente prevista per il 1º novembre 2019, era fissata per il 5 giugno 2020 ma, a causa della pandemia di COVID-19, è slittata inizialmente al 14 agosto 2020, poi al 2 ottobre e infine al 25 dicembre.

### The Suicide Squad - Missione suicida(2021)

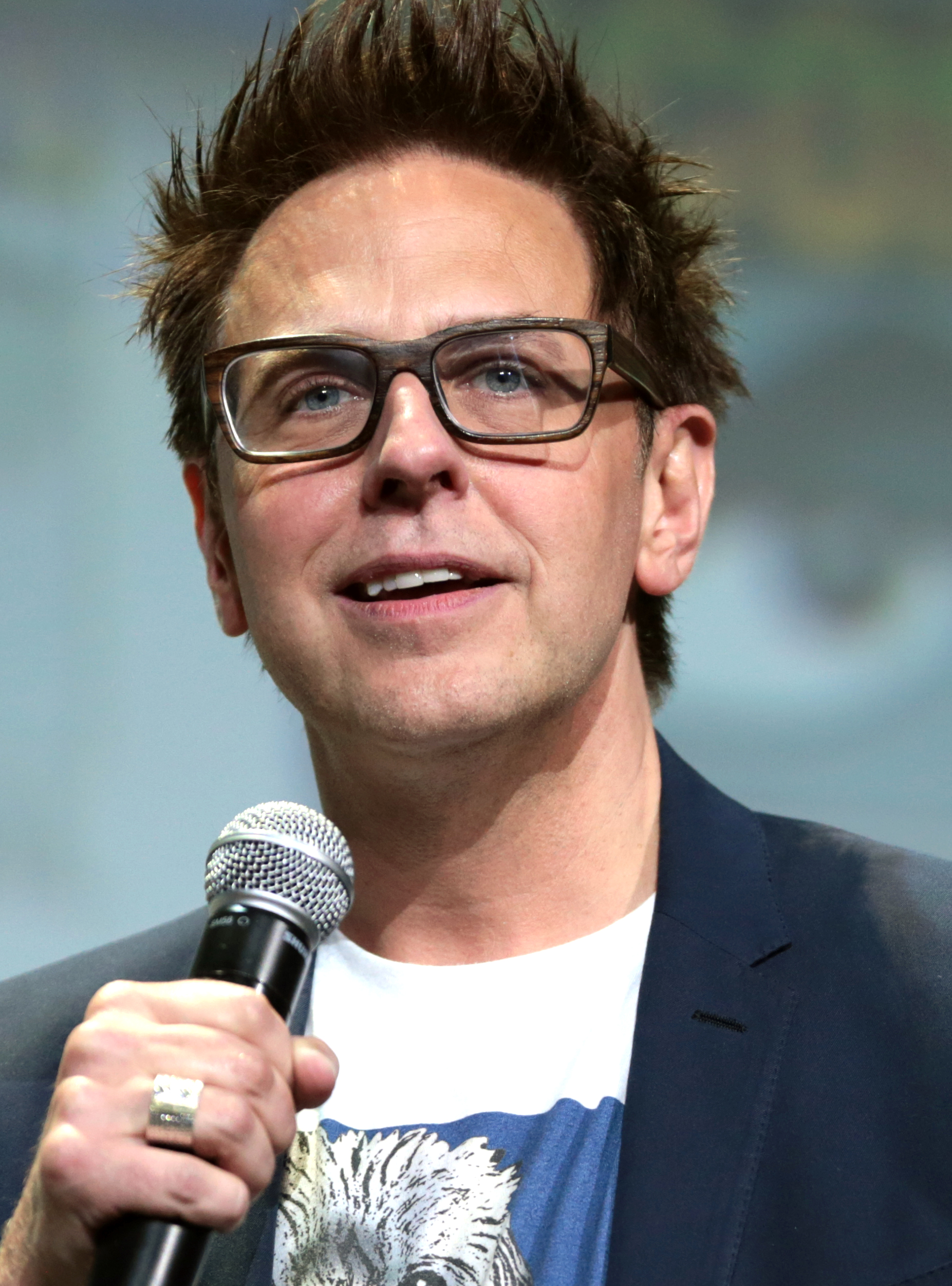
James Gunn, sceneggiatore e regista di The Suicide Squad - Missione suicida

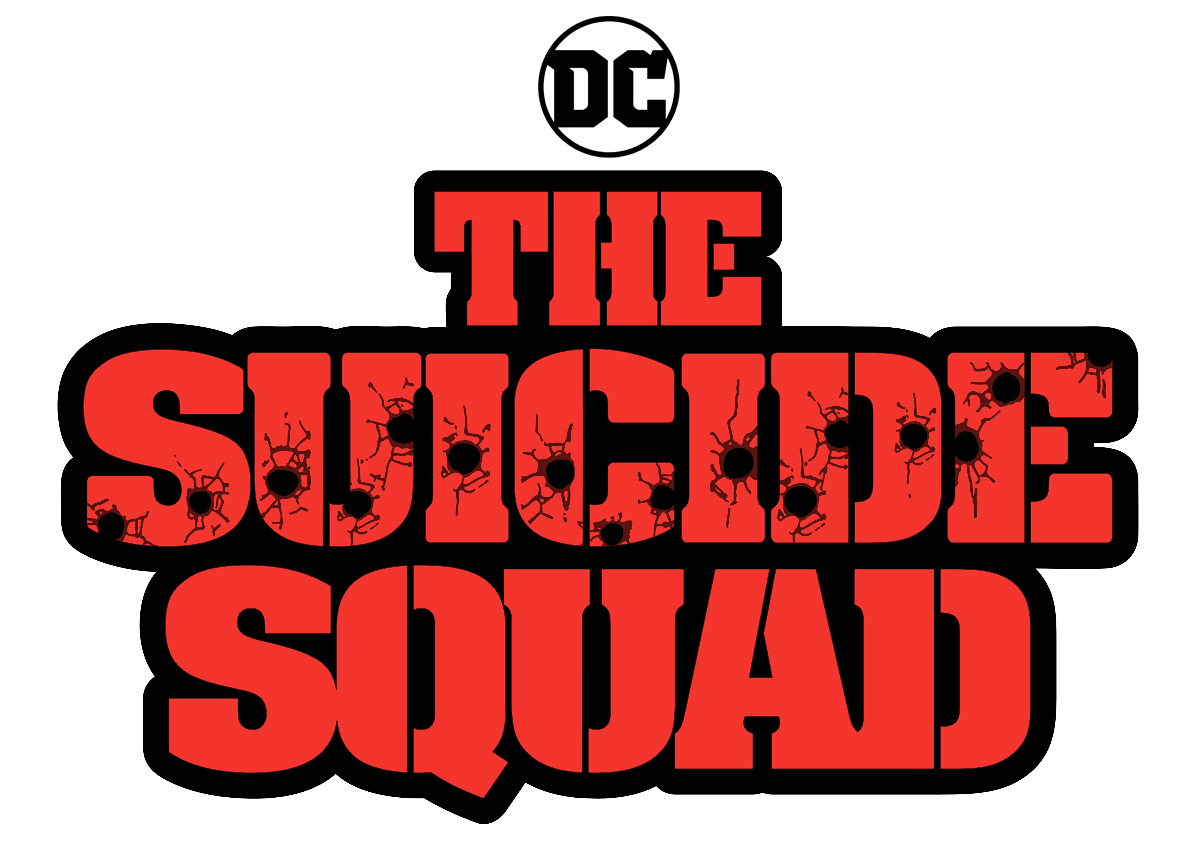
Logo di The Suicide Squad - Missione suicida

Nel marzo 2016 è stato annunciato il sequel di Suicide Squad. Nel settembre 2017 Gavin O'Connor è stato assunto in qualità di regista e sceneggiatore della pellicola. In una delle prime versioni di Suicide Squad 2 sarebbe dovuto apparire il Deathstroke di Joe Manganiello.
Nell'ottobre 2018 viene riportato che James Gunn è stato assunto dalla Warner come sceneggiatore. È stato rivelato di conseguenza che O'Connor non avrebbe fatto più parte del progetto, secondo alcuni rumor per via di una sceneggiatura troppo simile a Birds of Prey. Nel febbraio 2019 viene riportato che la Warner ha assunto Gunn anche alla regia del progetto. La data d'uscita del film è stata fissata al 6 agosto 2021. Nel marzo 2019 viene ingaggiato Idris Elba, inizialmente come interprete di Deadshot, poi in un nuovo ruolo. Nello stesso mese Jai Courtney annuncia che ritornerà ad interpretare Captain Boomerang e un mese dopo viene confermata anche Viola Davis come Amanda Waller. Nel maggio 2019 entrano nel cast David Dastmalchian e Daniela Melchior nei ruoli rispettivi di Polka-Dot Man e Ratcatcher, mentre alcuni rumor vogliono John Cena in trattative per un ruolo non definito. Il 13 settembre 2019 il regista James Gunn ha annunciato via Twitter il cast definitivo del film, confermando nel cast Elba, Courtney, Davis, Dastmalchian, Melchior, John Cena e il ritorno di Margot Robbie e Joel Kinnaman come Harley Quinn e Rick Flag. Sono stati annunciati nel cast anche Steve Agee, Nathan Fillion, Fula Borg, Mayling Ng, Sean Gunn, Pete Davidson, Storm Reid, Peter Capaldi, Joaquín Cosío, Juan Diego Botto, Taika Waititi, Alice Braga, Tinashe Kajese, Jennifer Holland, Julio Ruiz e Michael Rooker in ruoli non definiti. Il 5 agosto 2020 viene annunciato che il titolo italiano del film sarà The Suicide Squad - Missione suicida
Il 22 agosto 2020, all'interno del DC Fandome, sono stati svelati gli attori che prenderanno parte al film e i rispettivi personaggi: Michael Rooker sarà Savant, Flula Borg sarà Javelin, David Dastmalchian sarà Polka-Dot Man, Alice Braga sarà Sol Soria, Daniela Melchior sarà Ratcatcher 2, Idris Elba sarà Bloodsport, Mayling Ng sarà Mongal, Peter Capaldi sarà il Pensatore, Pete Davidson sarà Blackguard, Nathan Fillion sarà Arm-Fall-Off-Boy, Sean Gunn sarà Weasel, John Cena sarà Peacemaker e Steve Agee ha dato le movenze al Re Squalo, mentre Sylvester Stallone gli ha dato la voce.
Negli USA il film è uscito al cinema e su HBO Max a partire dal 6 agosto 2021. In Italia sarebbe dovuto uscire il 5 agosto 2021 ma è stato successivamente anticipato al 2 agosto a causa dell'introduzione della certificazione verde per poter accedere alle sale.

### Black Adam(2022)

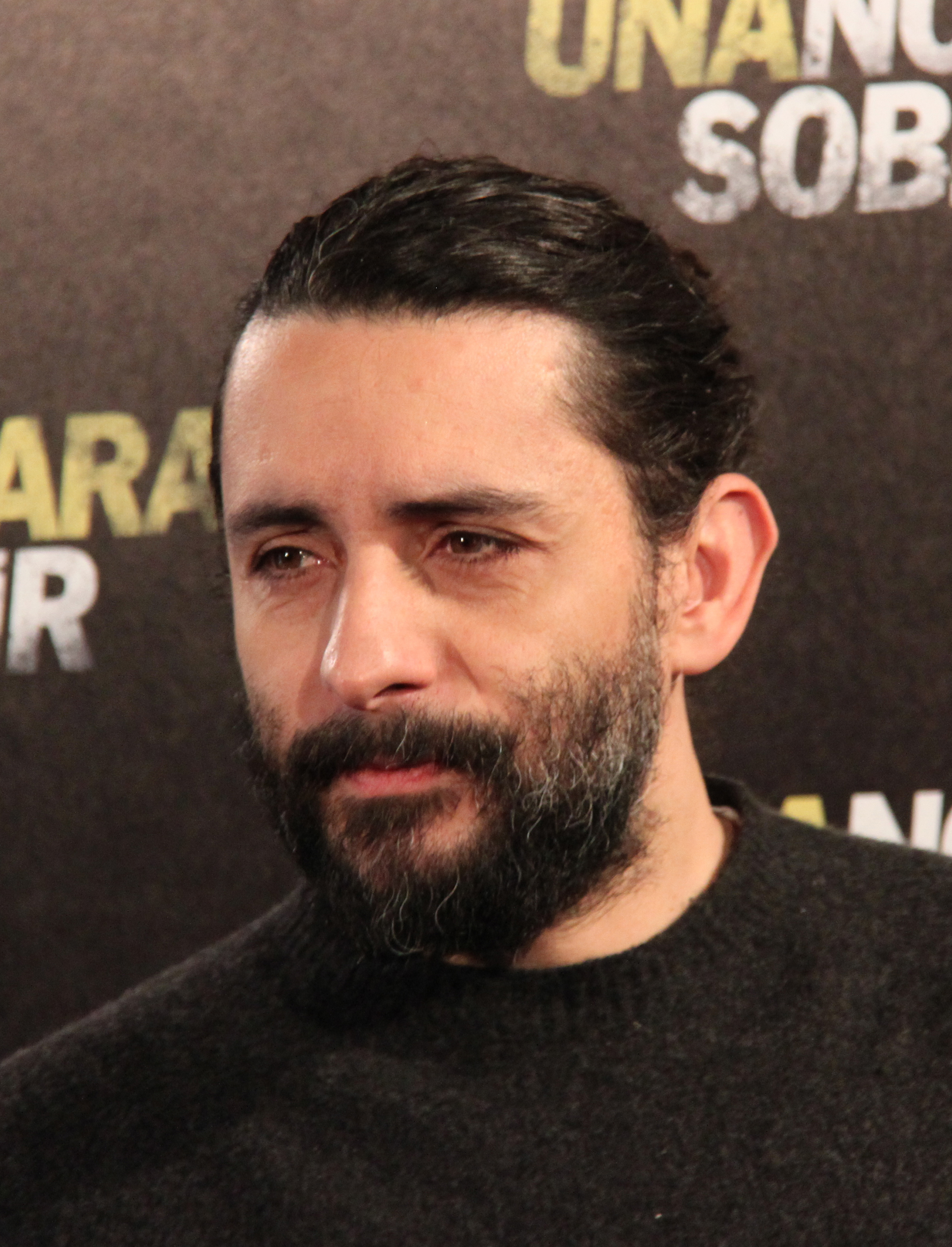
Jaume Collet-Serra, regista di Black Adam

Nel settembre 2014, dopo essere stato considerato per i ruoli di Shazam e Lobo, Dwayne Johnson fu scritturato come Black Adam. Inizialmente il personaggio doveva essere introdotto in Shazam!, ma infine venne deciso di dividere la narrativa per potersi focalizzare sulle origini di Black Adam. Johnson, che ha anche il ruolo di produttore, ha affermato che i due personaggi si incontreranno in un film futuro. Altri personaggi della DC, inclusa la Justice Society of America, faranno parte della storia. In ottobre 2017, Adam Sztykiel fu assunto per scrivere la sceneggiatura. Il co-produttore Hiram Garcia dichiarò che il film sarebbe stato crudo e violento, simile ai fumetti. In giugno 2019, Jaume Collet-Serra fu annunciato come regista, con Beau Flynn, Johnson, Hiram Garcia, Dany Garcia, e Scott Sheldon assunti come produttori. La Justice Society of America apparirà nel film, con Noah Centineo, Aldis Hodge, e Quintessa Swindell scritturati rispettivamente come Atom Smasher, Hawkman e Cyclone. Al DC FanDome, fu rivelato inoltre che anche Dottor Fate apparirà nel film. Per settembre 2020, Rory Haines e Sohrab Noshirvani scrissero una nuova stesura dello script. Le riprese sono cominciate il 10 aprile e si sono concluse il 15 luglio 2021. Nel marzo 2021 Pierce Brosnan si è aggiunto al cast per interpretare Dottor Fate.
Inoltre, il 28 marzo 2021, viene fissata una nuova data di uscita, ovvero il 29 luglio 2022. Nel marzo 2022, Dwayne Johnson ha annunciato che la data di uscita della pellicola sarebbe stata posticipata al 21 ottobre 2022.

### Shazam! Furia degli dei(2023)
Nell'aprile 2019, a seguito dell'uscita del primo film, è stato annunciato il sequel di Shazam!. Nel dicembre 2019 la Warner Bros. ha fissato la data di uscita del film per il 1º aprile 2022, poi posticipata al 4 novembre 2022 e infine al 21 dicembre 2022. La sceneggiatura sarà scritta da Henry Gayden, già co-sceneggiatore del primo film e alla regia tornerà David F. Sandberg, mentre sono confermati nel cast Zachary Levi, Asher Angel, Jack Dylan Grazer, Marta Milans e Adam Brody. Helen Mirren interpreterà la villain Hespera.
Il 22 agosto 2020, al DC Fandome, è stato rivelato il titolo del film, Shazam! Fury of the Gods. A causa dell'emergenza COVID-19 la produzione del film è stata ritardata ulteriormente. La nuova data d'uscita è stata fissata per il 21 dicembre 2022. Le riprese sono cominciate il 26 maggio 2021 e si sono concluse il 31 agosto 2021.

### The Flash(2023)

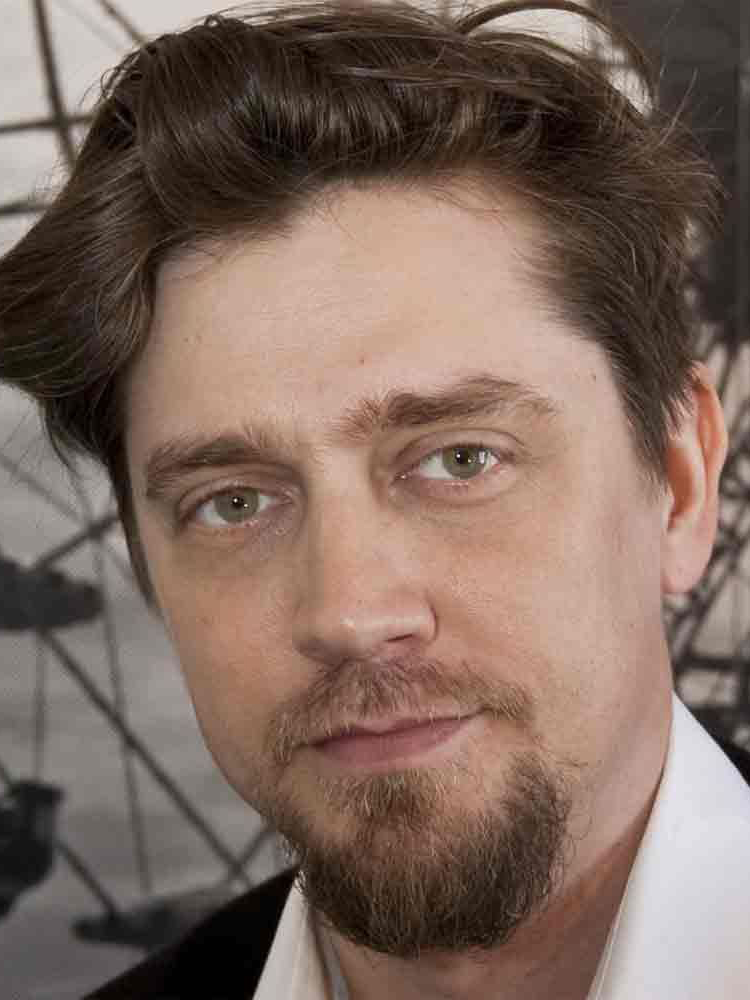
Andy Muschietti, regista di The Flash

Nel luglio 2013 fu rivelato che Greg Berlanti stava lavorando ad un film sul personaggio di Flash per la Warner Bros., mentre nell'ottobre 2014 Ezra Miller ottenne la parte del protagonista e venne annunciato che il film sarebbe uscito nel 2018. Una stesura iniziale della storia venne scritta da Berlanti, Geoff Johns, Chris Brancato, Michael Green e Marc Guggenheim. In aprile 2015, la stesura vera e propria della storia venne affidata a Phil Lord e Christopher Miller. Nei due anni che seguirono, prima Seth Grahame-Smith poi Rick Famuyiwa ottennero e lasciarono la regia del progetto a causa di divergenze creative con lo studio. Nel gennaio 2017, Joby Harold fu assunto per fare una revisione della sceneggiatura, che era stata precedentemente assegnata a Grahame-Smith and Famuyiwa. Nel luglio 2017 fu annunciato che la pellicola si sarebbe intitolata Flashpoint e che la storia sarebbe stata basata sull'omonima miniserie fumettistica. Nel marzo 2018, John Francis Daley e Jonathan Goldstein furono assunti come co-registi. Il film avrebbe preso spunto da Ritorno al futuro. Verso la fine di luglio 2019, Daley and Goldstein lasciarono il progetto a causa di divergenze creative con Ezra Miller e Grant Morrison, che avevano proposto ancora un'altra sceneggiatura alla Warner Bros., che però non fu accettata. In seguito a queste vicende, a fine agosto del 2019 Andy Muschietti e Christina Hodson furono assunti rispettivamente come regista e sceneggiatrice. Venne riconvertito il titolo in The Flash e previsto che non sarebbe stato distribuito almeno fino al 2021. Nel dicembre 2019 venne fissata la data d'uscita del 1º luglio 2022, poi anticipata al 3 giugno 2022. Il 20 agosto 2020 fu rivelato che nel film saranno presenti Michael Keaton, che riprenderà il ruolo di Batman interpretato nelle pellicole di Tim Burton, Batman (1989) e Batman - Il ritorno (1992), e Ben Affleck, che riprenderà le vesti del Batman del DC Extended Universe in un ruolo minore. In settembre 2020, Barbara Muschietti, la produttrice del film, rivelò che il film avrebbe incluso diversi supereroi e che avrebbe "resettato" il DCEU. In seguito all'emergenza Covid la distribuzione del film nelle sale cinematografiche è stata riprogrammata per il 4 novembre 2022.. Le riprese sono iniziate nell'aprile 2021 presso i Leavesden Studios in Inghilterra, per poi spostarsi a Londra e si sono concluse a ottobre 2021.

### Blue Beetle(2023)

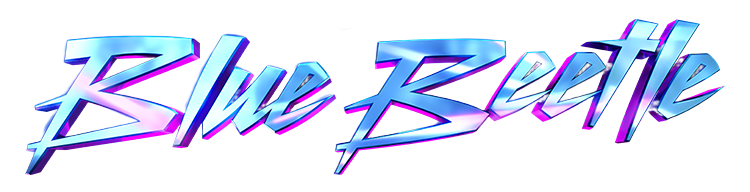
Logo del film Blue Beetle

Nel settembre 2015 è stato annunciato che Greg Berlanti era al lavoro su un film incentrato sui personaggi di Michael Jon Carter / Booster Gold e Theodore "Ted" Kord / Blue Beetle. Nel novembre del 2018 fu annunciato invece che un film stand-alone basato sul personaggio di Jaime Reyes, che è la terza incarnazione del personaggio, era in sviluppo con una sceneggiatura scritta da Gareth Dunnet-Alcocer. Zev Foreman sarebbe stato il produttore esecutivo. Nel febbraio 2021 è stato annunciato che Ángel Manuel Soto sarà il regista e le riprese dovrebbero cominciare in autunno, con una data di uscita prevista per il 2022-2023. Nel giugno 2021 è stato rivelato che il progetto fa parte dei film originali HBO Max e che avrà un budget medio. Ad agosto 2021 Xolo Maridueña è entrato in trattative per interpretare il protagonista, per poi essere confermato in tale ruolo lo stesso mese. La pellicola, inizialmente prevista come film esclusivo per HBO Max, è stata distribuita nei cinema statunitensi il 18 agosto 2023. Le riprese sono iniziate a fine maggio 2022 e si sono concluse il 18 luglio 2022.

### Aquaman e il regno perduto(2023)
Ad ottobre del 2018, prima ancora che il film uscisse nei cinema, James Wan e Jason Momoa dichiararono che avevano già idee per un possibile sequel. Durante quello stesso dicembre, considerati i biglietti già venduti e le buone recensioni, Warner Bros. decise di iniziare a sviluppare un sequel. A gennaio 2019, Warner Bros. confermò le sue intenzioni con il desiderio che Wan tornasse alla regia. Il mese successivo David Leslie Johnson-McGoldrick, co-scrittore del primo film, firmò come sceneggiatore. A marzo 2019, Safran dichiarò che il film avrebbe esplorato gli altri sette regni di Atlantide. Jason Momoa avrà un ruolo creativo maggiore, in quanto ha proposto il soggetto per questo secondo film che Warner Bros. ha accolto positivamente. Patrick Wilson e Yahya Abdul-Mateen II riprenderanno i loro rispettivi ruoli di Orm Marius / Ocean Master e David Kane / Black Manta. La produzione è stata fissata per l'estate del 2021, per una data d'uscita inizialmente prevista per il 16 dicembre 2022, in seguito rimandata al 20 dicembre 2023.
A giugno del 2021 venne rivelato il titolo del film, ovvero Aquaman e il regno perduto (Aquaman and the Lost Kingdom); le riprese sono cominciate il 28 giugno 2021 e si sono concluse il 9 dicembre 2021.

## Serie televisive
| Serie      | Stagioni | Episodi | Trasmissione originale | Trasmissione originale | Showrunner |
| Serie      | Stagioni | Episodi | Season première        | Season finale          | Showrunner |
| ---------- | -------- | ------- | ---------------------- | ---------------------- | ---------- |
| Peacemaker | 1        | 8       | 13 gennaio 2022        | 17 febbraio 2022       | James Gunn |

### Peacemakerstagione 1 (2022)
Nel settembre 2020 James Gunn ha annunciato la produzione di una serie spin-off del film The Suicide Squad - Missione suicida, incentrata sul personaggio di Peacemaker e con John Cena nei panni del protagonista. La serie, composta da otto episodi, è trasmessa sulla piattaforma on demand HBO Max a partire dal 13 gennaio 2022. Il 16 febbraio 2022 la serie viene rinnovata per una seconda stagione, inserita però all'interno del nuovo DCU.

## Progetti cancellati
Nel corso degli anni Warner Bros. e DC Studios hanno avuto diversi progetti per il DCEU in varie fasi di sviluppo. A seguito della conclusione del DCEU e con il riavvio nel nuovo DCU, vari progetti che erano in fase di sviluppo sono stati accantonati, sebbene ci sia la possibilità che vengano riutilizzati in futuro per la nuova continuità:
- The Atom: dopo l'uscita di Zack Snyder's Justice League, il regista ha svelato che tra i progetti inizialmente previsti vi era un film spin-off sul personaggio di Atom (interpretato da Zheng Kai) che avrebbe compreso un cast di attori asiatici e sarebbe stato ambientato in Cina.[188]
- Batgirl: nel marzo 2017 Joss Whedon è stato assunto per dirigere un film sul personaggio di Barbara Gordon / Batgirl;[189] tuttavia nel febbraio 2018 Whedon rinuncia al progetto.[190] In aprile, dopo aver colpito la Warner Bros. con il suo lavoro su Birds Of Prey, Christina Hodson è stata assunta come sceneggiatrice del film.[191] A dicembre 2020 Walter Hamada ha dichiarato che verranno sviluppati dei film in esclusiva per la piattaforma HBO Max, includendo Batgirl tra questi.[192] Nel maggio 2021 sono stati annunciati Adil El Arbi e Bilall Fallah come registi del film, con l'intenzione di distribuire il film per HBO Max. Kristin Burr figurerà come produttrice.[193] Il 21 luglio 2021 Leslie Grace è stata annunciata come Barbara Gordon.[194] J. K. Simmons è entrato in trattative per tornare a interpretare il commissario Gordon.[195] In ottobre è stato confermato che Simmons avrebbe ripreso il suo ruolo, Jacob Scipio si è unito al cast in un ruolo non rivelato, Brendan Fraser interpreterà Firefly,[196] mentre Michael Keaton è tornato a interpretare la sua versione di Bruce Wayne / Batman, dopo averlo ripreso per The Flash.[197] Le riprese sono cominciate a Glasgow il 30 novembre 2021 e si sono concluse a fine marzo 2022.[198][199] Il 2 agosto 2022 è stato annunciato che il film è stato cancellato a causa di un cambio di strategia della nuova dirigenza di Warner Bros. Discovery.[200]
- Batman Beyond: nel dicembre 2022, è stato svelato che era in fase di sviluppo un film di Batman con Michael Keaton, con una sceneggiatura scritta da Christina Hodson; il progetto doveva servire come spin-off di Batgirl e adattamento di Batman Beyond, la storia avrebbe incluso Selina Kyle / Catwoman. Lo sviluppo del film è stato accantonato dopo che James Gunn e Peter Safran sono stati nominati co-capi dei DC Studios.[201]
- The Batman: il progetto originale del film (che avrebbe visto Ben Affleck e Joe Manganiello riprendere rispettivamente i panni di Batman e Deathstroke) avrebbe dovuto essere incentrato sul super criminale intento a distruggere la vita del supereroe pezzo dopo pezzo (questo dopo averne appreso l'identità segreta da Lex Luthor al termine di Zack Snyder's Justice League); Batgirl e l'Enigmista avrebbero dovuto essere presenti nella pellicola.[202] Nonostante la completa ristrutturazione del film da parte di Matt Reeves, una campagna sui social network #makethebatfleckmovie è stata lanciata per un tentativo di revival del progetto.[203][204]
- Sequel di Birds of Prey e la fantasmagorica rinascita di Harley Quinn: Cathy Yan, la regista del film in un'intervista ha parlato di un possibile sequel incentrato sul rapporto omosessuale tra Harley e Poison Ivy.[205][206] Harley Quinn interpretata da Margot Robbie è successivamente comparsa nel film The Suicide Squad: Missione suicida.[207]
- Sequel di Black Adam: nell'ottobre 2022, subito dopo l'uscita di Black Adam, venne annunciato che il sequel era in fase di sviluppo e avrebbe incluso Superman e Shazam; tuttavia a seguito della scarsa performance del film al botteghino e all'annuncio del nuovo DCU, lo sviluppo del film è stato accantonato.[208]
- Black Canary: nell'agosto 2021, è stato annunciato lo sviluppo di un film su Dinah Lance / Black Canary con Jurnee Smollett che riprenderà il ruolo da Birds of Prey. Misha Green scriverà la sceneggiatura e Sue Kroll produrrà il film. Il film sarà una joint-venture tra Warner Bros. Pictures e Kroll & Co. Entertainment ed era stato ideato come esclusiva per HBO Max.[209]
- Black Manta: nel febbraio 2019, la Warner Bros. ha annunciato uno spin-off a tema horror su Aquaman incentrato sul malvagio regno di Trench. Safran e James Wan avrebbero dovuto produrre, con Noah Gardner e Aidan Fitzgerald che scrivevano la sceneggiatura. Il film doveva avere un budget di produzione inferiore rispetto ad altri film DCEU.[210] Il film sarebbe dovuto uscire prima di Aquaman e il regno perduto (2023).[211] Nell'aprile 2021, il progetto è stato cancellato, anche se la Warner Bros. ha affermato che potrebbe essere ripreso in futuro.[212] A ottobre, Wan ha rivelato che il nome inizialmente annunciato di The Trench era un titolo provvisorio, per indirizzare erroneamente il pubblico sul fatto che il film era segretamente un film su Black Manta.[213]
- Blackhawks: sin dagli anni ottanta il regista Steven Spielberg aveva espresso il suo interesse nel dirigere un film basato sulla serie fumettistica Blackhawk, con l'attore Dan Aykroyd nel ruolo di protagonista, ma in seguito decise di dirigere il film I predatori dell'arca perduta.[214] Nel 2018 tuttavia tale interesse si è risvegliato ed è stato annunciato che il regista avrebbe diretto e prodotto il film, oltre a ricoprire il ruolo di co-produttore assieme a Sue Kroll e Kristie Macosko Krieger, con la sceneggiatura scritta da David Koepp. La produzione sarebbe dovuta iniziare non appena Spielberg avesse terminato West Side Story.[215][216][217] A Maggio 2021, Koepp ha affermato che la sceneggiatura del film è in fase di riscrittura e che Spielberg è ancora coinvolto nel progetto, oltre che a dichiarare il nuovo titolo del film, Blackhawks.[218]
- Crisi sulle Terre Infinite: nell'agosto 2022, quando la fusione della Warner Bros. Discovery è stata completata e Walter Hamada ha iniziato i preparativi per lasciare il suo ruolo di presidente della DC Films, è stato riferito che prima di questi eventi la Warner Bros. stava sviluppando un film basato sulla saga di "Crisi sulle Terre Infinite"; la trama avrebbe incorporato in modo simile il multiverso e le iterazioni dei personaggi principali da realtà alternative. Dopo l'abbandono di Hamada, la futura realizzazione del progetto è diventata dipendente dai futuri piani di Gunn e Safran per il franchise.[219]
- Cyborg: nell'aprile 2014 viene annunciato un film su Cyborg. Nel settembre 2018 l'attore Ray Fisher concede un'intervista in cui dice che i costi del film sarebbero molto alti per via di un grande lavoro di computer grafica per realizzare l'androide. La data di uscita del film era fissata per il 3 aprile 2020, ma è stata posticipata a data da destinarsi. In seguito alle accuse legali mosse da Ray Fisher alla Warner Brothers e al loro amministratore Walter Hamada, l'attore ha lasciato il ruolo, dicendosi disposto a tornare solo per la realizzazione di un sequel di Justice League; la Warner Brothers non ha in programma di fare un recasting del personaggio.[220][221][222][223][224]
- Deadshot: nel dicembre 2016 è stato rivelato il progetto per un film su Deadshot / Floyd Lawton.[225] Nel settembre 2018, Will Smith confermò che avrebbe ripreso il suo ruolo nel sequel di Suicide Squad e che la storia era in sviluppo.[226] Nel febbraio 2019 Smith lasciò il ruolo a causa di un conflitto di impegni e così a marzo Idris Elba fu scritturato per rimpiazzarlo.[227] In aprile 2019, il personaggio fu riscritto e rimpiazzato così che Smith potesse avere l'oppurtunità di ritornare ad interpretarlo in futuro.[228] Nell'aprile 2022, è stato annunciato che la produzione del film è stata ritardata a favore di altri progetti a causa della paga richiesta da Smith. La Warner Bros. ha confermato che ciò era stato fatto prima dell'incidente alla 94ª edizione dei Premi Oscar che ha coinvolto Will Smith e Chris Rock.[229]
- Deathstroke: nell'ottobre 2017 è stata annunciata una pellicola sul personaggio di Slade Wilson / Deathstroke con Joe Manganiello nel ruolo del protagonista.[230] Il film sarebbe stato diretto da Gareth Evans e avrebbe avuto un budget da 40 milioni di dollari, ma il progetto è stato accantonato.[115] A Dicembre 2020, dopo aver ripreso il suo ruolo per i reshooting del director's cut di Justice League, Manganiello ha annunciato di essere al lavoro con Zack Snyder su eventuali progetti per il suo personaggio.[231] A marzo 2021 Manganiello ha confermato che il suo film è stato cancellato poiché la Warner Bros. non lo considerava più una priorità visto il cambio di orientamento del DC Extended Universe,[232][233] ma ha anche accennato ad un possibile revival del progetto.[232]
- Gotham City Sirens: nel maggio 2016 è stato annunciato che Margot Robbie avrebbe ripreso il ruolo di Harley Quinn nello spin-off di Suicide Squad intitolato Gotham City Sirens.[234] A gennaio 2020 David Ayer ha affermato che il progetto è in fase di stasi, a causa della produzione di Birds of Prey, ma che il suo sviluppo sta comunque continuando.[235][236] Margot Robbie, interprete di Harley Quinn, ha dichiarato di aver scelto di fare prima quest'ultimo film in modo tale da introdurre personaggi meno conosciuti; ha in seguito aggiunto che spera di poter esplorare le relazioni del suo personaggio con Catwoman e Poison Ivy.[237]
- Green Lantern: originariamente, il film Lanterna Verde del 2011 doveva essere il primo film in un universo cinematografico DC condiviso, ma i suoi sequel pianificati sono stati cancellati nel settembre 2011[238] e il film alla fine fu escluso dalla continuità a causa dello scarso successo.[239] Il film è stato infine istituito retroattivamente per essere ambientato nel multiverso dei media DC, designato come Terra-12 nell'evento crossover dell'Arrowverse Crisi sulle Terre infinite.[240]
- Green Lantern Corps: nell'ottobre 2014 la Warner Bros. ha annunciato un film sul Corpo delle Lanterne Verdi;[241] la storia avrebbe dovuto essere incentrata sui personaggi di Hal Jordan e John Stewart. L'uscita del film era fissata per il 24 luglio 2020, ma è stata posticipata a data indefinita; a seguito dell'annuncio della serie TV Lanterns, lo sviluppo del film è stato bloccato.[242]
- Sequel di The Flash: nell'ottobre 2022 è stato rivelato che la sceneggiatura su un sequel di The Flash era già stata completata da David Leslie Johnson-McGoldrick, ma a causa dell'insuccesso del primo film, il progetto non venne realizzato.[243]
- Hourman: nel marzo 2021 Deadline riporta che è in sviluppo un film su Hourman scritto da Gavin James e Neil Widener. Il progetto sarà una collaborazione tra Chernin Entertainment, Warner Bros. Pictures e DC Films.[244]
- Serie televisiva su John Constantine: nel febbraio 2021, una serie incentrata su John Constantine è entrata in sviluppo presso HBO Max. La serie, con un giovane Costantino nella Londra contemporanea,[245] doveva essere orientato all'horror e collegarsi con Justice League Dark. Guy Bolton è stato assunto per scrivere il pilot, mentre J. J. Abrams è stato assegnato come produttore esecutivo.[246] I creativi coinvolti erano determinati ad avere un cast diversificato, mentre cercavano attori non bianchi per il ruolo principale.[247] Nell'agosto 2022, la serie era ancora in fase di sviluppo,[248][249] mentre l'inizio della produzione è provvisoriamente previsto all'inizio del 2023.[250] A settembre, dopo che furono scritti quattro episodi della serie, la serie non venne più portata avanti da HBO Max a favore dello sviluppo di un sequel del film Constantine (2005).[245] A ottobre, è stato confermato che la serie era ancora in fase di sviluppo e cercava di venire venduta ad altri servizi di streaming.[251]
- Justice League Dark: nel gennaio 2013 Guillermo del Toro aveva confermato di essere al lavoro su una pellicola incentrata sulla Justice League Dark, ma ha poi abbandonato il progetto nel 2015.[252] Nel luglio 2017 è stato annunciato che il titolo sarebbe stato proprio Justice League Dark, con Gerard Johnstone che ha rifinito la sceneggiatura. Nel mese di aprile 2020, HBO Max e JJ Abrams, in accordo con Bad Robot Productions, annunciarono che il progetto sarebbe stato rielaborato come una serie TV per HBO Max, con Abrams che ne sarà produttore esecutivo. Nel febbraio 2023 è stato annunciato che lo sviluppo della serie non sarebbe andato più avanti.
- Joker: Nel giugno 2018, è entrato in fase di sviluppo un film con il personaggio del Joker. Jared Leto è stato assegnato come produttore esecutivo oltre a riprendere il ruolo di Joker, oltre ad essere coinvolto nell'assunzione della troupe di produzione del film.[253] A febbraio 2019, il film è stato cancellato e nello stesso anno è stato distribuito un film su Joker non correlato al DCEU.[254]
- Harley Quinn vs. the Joker: A luglio 2017, un film con protagonisti Harley Quinn e Joker era in fase di sviluppo con il titolo provvisorio di Harley Quinn vs. the Joker, la cui produzione dovrebbe iniziare dopo The Suicide Squad - Missione suicida.[255][256] Glenn Ficarra e John Requa sono stati assunti come co-sceneggiatori, co-registi e co-produttori.[257] Nel settembre 2018, la sceneggiatura è stata completata e inviata alla Warner Bros. e l'inizio della produzione era previsto dopo Birds of Prey.[258] Il progetto è stato cancellato a febbraio 2019.[259]
- Sequel di Justice League: nell'ottobre 2014 la Warner Bros. aveva annunciato che Justice League sarebbe stato diviso in due parti,[260] salvo tornare sui suoi passi nel giugno 2016 e annunciarlo come stand-alone.[261] Nell'ottobre 2017 J. K. Simmons ha rivelato che il sequel del film è in fase di sviluppo.[262] Nel dicembre del 2017 è stato reso noto che non esistevano piani a breve per un ritorno di Snyder alla regia del sequel di Justice League o di qualsiasi altro film della DC, probabilmente a causa delle recensioni miste della critica e dei risultati deludenti al botteghino di Justice League.[263] Nonostante l'uscita di Zack Snyder's Justice League, tale progetto è stato definito come un'operazione cul-de-sac, a cui non vi saranno ulteriori seguiti; Snyder ha tuttavia espresso l'interesse di tornare a dirigere i sequel per chiudere il suo universo narrativo nel caso in cui gli venisse data la possibilità.[264]
- Serie televisiva su Krypton: Nell'ottobre 2014, lo sceneggiatore di L'uomo d'acciaio (2013) David S. Goyer è stato annunciato che avrebbe sviluppato una serie televisiva incentrata sul pianeta Krypton.[265] Durante lo sviluppo, Goyer ha rivelato che la serie avrebbe utilizzato concetti inutilizzati per il pianeta creati per il film.[266] Nei primi materiali di marketing per la serie e nel primo teaser che ha debuttato al San Diego Comic-Con International del 2017, il logo di Superman disegnato per i film DCEU è stato utilizzato per rappresentare la Casa di El, il che implica che la serie sarebbe stata un prequel diretto del film.[267][268] Durante ii casting del film, la troupe di produzione ha cercato un attore che assomigliasse a un giovane Henry Cavill per interpretare Seg-El, il nonno di Superman,[269] mentre Goyer ha affermato che la serie doveva svolgersi 200 anni prima degli eventi del film.[270] Alla fine, tutti i collegamenti con il film sono stati abbandonati con l'uscita della serie nel marzo 2018.[268] Il produttore esecutivo Cameron Welsh in seguito descrisse la serie come "adiacente" sia al DCEU che all'Arrowverse.[271]
- Lobo: nel settembre 2009 è stato annunciato un film su Lobo. Nell'aprile 2012 la regia è stata affidata a Brad Peyton,[272] ma dopo la decisione di Warner Bros. di fermare la lavorazione del film, Peyton ha lasciato il progetto.[273] Nel 2016 Jason Fuchs fu assunto per scrivere la sceneggiatura.[274] In febbraio 2018, Warner Bros. era in trattative con Michael Bay per assegnargli la regia. Fuchs allora iniziò a riscrivere la sceneggiatura in modo tale che il budget potesse essere ridotto dietro richiesta di Bay e dello studio.[275] Nel novembre 2022, Jason Momoa ha rivelato che sotto la nuova guida dei DC Studios, è stato coinvolto in un progetto che ha descritto come un "sogno che si avvera" e in seguito ha detto che conterrà uno dei suoi supereroi preferiti; nel dicembre 2022 James Gunn ha confermato che i lavori su un film di Lobo sono attualmente in corso.[276]
- Serie su Madame X: a giugno 2021 era entrata in sviluppo una serie su Madame Xanadu scritta da Angela Robinson, con Abrams come produttore esecutivo assieme a Robinson. Anche questa serie avrebbe dovuto essere collegata a Justice League Dark.[277] Nonostante il progetto fosse stato cancellato nel settembre 2022, assieme alla serie TV su John Constantine, è stato in seguito rivelato che lo sviluppo della serie è passato nelle mani di un'altra piattaforma streaming.[278]
- The Metal Man: nel maggio 2012, Barry Sonnenfeld era entrato in trattative con la Warner Bros. per dirigere un adattamento a fumetti non specificato; il mese successivo, fu rivelato che il film sarebbe stato incentrato sui personaggi del gruppo dei Metal Men. Nel luglio 2013, l'allora presidente della DC Entertainment Diane Nelson ha ribadito le intenzioni della compagnia di realizzare il film; nonostante diversi anni di silenzio riguardo allo sviluppo del progetto, nell'ottobre 2021, Sonnenfeld ha rivelato che la sceneggiatura del film è ancora in fase di scrittura.[279] A dicembre 2021, è stato annunciato che il film è in fase di rielaborazione per essere sviluppato come film d'animazione
- New Gods: nel marzo 2018 è stato annunciato un film sui Nuovi Dei, una razza aliena introdotta in Justice League, con Ava DuVernay alla regia.[280] In seguito nel maggio 2019 è stato confermato Tom King come co-sceneggiatore. Nel luglio dello stesso anno viene annunciato Darkseid come principale antagonista della pellicola (questi era stato tagliato dalla versione cinematografica di Justice League ed in seguito reintegrato in Zack Snyder's Justice League, interpretato da Ray Porter). Nel dicembre 2020, DuVernay ha affermato che la Pandemia di COVID-19 aveva dato a lei e a King il tempo di scavare "nella mente e nelle riflessioni di Jack Kirby". King ha dichiarato che lui e DuVernay onoreranno sicuramente il "genio" di Kirby nella sceneggiatura, e ha descritto il processo di lavorare al film con DuVernay come "una gioia". King ha detto che DuVernay si concentra sul nucleo emotivo dei personaggi e sulle complesse relazioni che Kirby ha scritto per loro.[281] Il progetto è stato cancellato nell'aprile 2021.[282]
- Nightwing: nel febbraio 2017 è stata rivelata la produzione di un film sul personaggio di Dick Grayson / Nightwing. Chris McKay è stato assegnato alla regia e Bill Dubuque alla sceneggiatura.[283] A giugno 2021, McKay ha dichiarato che il progetto è stato ritardato a favore di altri film, pur confermando che è ancora in fase di sviluppo. Ha anche detto che il film potrebbe essere rielaborato per rimuovere i suoi collegamenti con la continuità del DCEU.[284] Ad agosto 2023 il progetto è stato cancellato.[285]
- Plastic Man: nel dicembre 2018 è stato riportato che esisterebbe un progetto per un film sul personaggio di Plastic Man, con Amanda Idoko assunta per scriverne la sceneggiatura.[286] A dicembre 2020 Cat Vasko è stata assunta per riscrivere la sceneggiatura della Idoko, con il progetto che verrà rielaborato per essere incentrato su personaggi femminili.[287]
- Sequel de L'uomo d'acciaio: un sequel del film di Zack Snyder era stato annunciato a ottobre 2014, ma a maggio 2020 lo sviluppo è stato bloccato. Zack Snyder in seguito ha dichiarato che i piani per la trama includevano Brainiac e i kryptoniani che erano stati intrappolati nella Zona Fantasma alla fine del film.[288][289] In seguito all'acquisizione della Warner da parte di Discovery questo progetto è stato restaurato, e in ottobre Cavill ha annunciato il suo ritorno come Superman.[290] A dicembre, però, dopo la presentazione del nuovo piano decennale per il DCEU da parte di Gunn e Safran, il progetto è stato nuovamente abbandonato favorendo un reboot del personaggio.[291]
- Static Shock: nell'agosto 2020, al DC Fandome Reginald Hudlin ha annunciato un film live-action basato sul personaggio di Static Shock, con Michael B. Jordan nel ruolo di produttore[292]; questo film, assieme a quello su Batgirl, è stato definito da Walter Hamada come uno dei possibili prossimi progetti esclusivi per la piattaforma streaming HBO Max. Nel marzo 2021 Randy McKinnon è stato assunto come sceneggiatore.[293] Al DC Fandome 2021 era stata confermata la realizzazione del progetto.[294]
- The Trench: nel febbraio 2019, sull'onda del successo di Aquaman, è stato annunciato The Trench, spin-off del film di James Wan incentrato sui mostri della Fossa che avrà toni horror. Noah Gardner e Aidan Fitzgerald sono stati ingaggiati come sceneggiatori mentre James Wan e Peter Safran figureranno tra i produttori.[295] Il progetto è stato cancellato nell'aprile 2021.[282]
- Serie televisiva su Val-Zod: a luglio 2021 Collider ha rivelato lo sviluppo di una miniserie su Val-Zod, incarnazione afroamericana di Superman. L'attore Michael B. Jordan è considerato come potenziale protagonista e figurerebbe anche come produttore con la sua compagnia Outlier Society.[296]
- Sequel di Wonder Woman 1984: nel gennaio del 2019, Patty Jenkins dichiarò che aveva scritto la trama per un terzo film su Wonder Woman. Rivelò inoltre che quest'ultimo film sarebbe stato ambientato nel presente. Jenkins e Gadot però prima di dedicarsi a questo terzo film si dedicheranno ad altri progetti. Nel dicembre del 2020, Jenkins annunciò che aveva scritto un'altra storia riguardante Wonder Woman, che avrebbe ampliato il suo arco narrativo.[297] Due giorni dopo che Wonder Woman 1984 uscì nei cinema, Wonder Woman 3 fu messo in sviluppo dalla Warner Bros. Pictures. Jenkins tornerà come regista con la sceneggiatura che ha scritto e Gadot riprenderà il suo ruolo di protagonista.[298] Il progetto è stato confermato al DC Fandome 2021 e Lynda Carter ha fatto intendere che riprenderà il ruolo di Asteria.[299] Nel dicembre 2022 è stato annunciato che la produzione del terzo film non sarebbe più andata avanti a causa dei conflitti della sua sceneggiatura, che era stata co-scritta da Jenkins e Geoff Johns, con gli attuali piani per il DCEU formulati da James Gunn e Peter Safran e all'abbandono della Jenkins stessa, la quale ha affermato che il film non avrebbe potuto realizzarsi sotto la guida di Gunn e Safran.[300]
- The Wonder Twins: nel febbraio 2022 era stato annunciato un film dedicato ai Wonder Twins, destinato alla piattaforma HBO Max. Il film avrebbe dovuto essere diretto da Adam Sztykiel e interpretato nei due ruoli principali dagli attori KJ Apa e Isabel May; le riprese sarebbero dovute cominciare in estate.[301] Nel maggio 2022 il progetto è stato cancellato.[302]
- Zatanna: nel marzo 2021 Emerald Fennell è stata assunta per scrivere la sceneggiatura di un adattamento cinematografico sul personaggio di Zatanna che sarà prodotto da DC Films e dalla Bad Robot di J. J. Abrams.[303]

## Universo espanso
Nell'ottobre 2014, Johns ha spiegato che l'approccio della DC ai loro film e serie televisive sarebbe stato diverso dall'universo cinematografico dei Marvel Studios, affermando che il loro universo cinematografico e quello televisivo sarebbero stati tenuti separati all'interno di un multiverso, permettendo così ad ogni autore di creare il miglior mondo possibile e raccontare la migliore storia possibile. Questa divisione strutturale finì nel 2020, quando il DC Extended Universe venne connesso retroattivamente alla continuità dell'Arrowverse durante l'episodio Crisi sulle Terre infinite - IV Parte, in cui Ezra Miller apparve in un cameo nel ruolo di Barry Allen accanto alla versione di Grant Gustin. Durante la loro conversazione, il Barry Allen di Miller ha l'idea di chiamarsi "The Flash" dal suo sé alternativo e menziona anche "Victor" (Cyborg). Tuttavia, nonostante il suo cameo, l'episodio non rivela la Terra designata per i personaggi del DCEU.
Il cameo di Miller rese possibili potenziali crossover tra i film DC e l'Arrowverse. Hamada rivelò infatti che prima del crossover Crisi sulle Terre infinite la DC era stata strutturata in modo tale che la divisione televisiva doveva chiedere il permesso per l'uso dei personaggi alla divisione cinematografica. Da quel momento in avanti, la società avrebbe potuto "appoggiarsi davvero a questa idea [del multiverso] e riconoscere il fatto che ci può essere un Flash in TV e uno nei film, senza scegliere l'uno o l'altro, in quanto entrambi esistono nello stesso multiverso." Il creatore dell'Arrowverse e produttore esecutivo Greg Berlanti concordò, ritenendo che in futuro ci sarebbero potute essere più opportunità di fare cose come questa, ed era aperto all'idea che più personaggi cinematografici potessero apparire nell'Arrowverse.
Nell'ambito del DC Fandome del 2020, Walter Hamada annunciò che avevano intenzione di sviluppare un vero e proprio multiverso ispirato ai fumetti, affermando che tutti i progetti passati, presenti e futuri fanno parte dello stesso multiverso unificato. Anche lo stesso Andy Muschietti, regista di The Flash (2023), ha spiegato come tutti i precedenti adattamenti della DC Comics facciano parte di quest'unico multiverso: "... tutte le iterazioni cinematografiche che abbiamo visto prima sono valide... tutto ciò che avete visto esiste, e tutto ciò che vedrete esiste, nello stesso multiverso unificato".

## Personaggi e interpreti
Questa sezione include i personaggi che sono apparsi in tre o più puntate:
- La cella vuota e grigia scura indica che il personaggio non è presente nel film.
- A indica un'apparizione attraverso filmati o audio d'archivio.
- C indica un cameo.
- E indica un'apparizione non inclusa nel montaggio cinematografico.
- G indica un'apparizione come guest star nella stagione.
- P indica un'apparizione in fotografie sullo schermo.
- S indica un'apparizione attraverso l'uso di effetti speciali.
- U indica un'apparizione non accreditata.

| Personaggio                                      | Film             | Film                               | Film                  | Film                 | Film                   | Film             | Film              | Film                  | Film             | Film              | Televisione           |
| Personaggio                                      | L'uomo d'acciaio | Batman v Superman: Dawn of Justice | Film di Suicide Squad | Film di Wonder Woman | Film di Justice League | Film di Aquaman  | Film di Shazam    | Birds of Prey         | Black Adam       | The Flash         | Peacemaker            |
| ------------------------------------------------ | ---------------- | ---------------------------------- | --------------------- | -------------------- | ---------------------- | ---------------- | ----------------- | --------------------- | ---------------- | ----------------- | --------------------- |
| Barry Allen Flash                                |                  | Ezra MillerC                       | Ezra MillerC          |                      | Ezra Miller            |                  |                   |                       |                  | Ezra Miller       | Ezra MillerUG         |
| Arthur Curry Aquaman                             |                  | Jason MomoaC                       | Jason MomoaP          |                      | Jason Momoa            | Jason Momoa      |                   |                       |                  | Jason MomoaC      | Jason MomoaUG         |
| Thomas Curry                                     |                  |                                    |                       |                      |                        | Temuera Morrison |                   |                       |                  | Temuera MorrisonC |                       |
| John Economos                                    |                  |                                    | Steve Agee            |                      |                        |                  | Steve AgeeU       |                       |                  |                   | Steve Agee            |
| Rick Flag                                        |                  |                                    | Joel Kinnaman         |                      |                        |                  |                   |                       |                  |                   | Joel KinnamanA        |
| George "Digger" Harkness Captain Boomerang       |                  |                                    | Jai Courtney          |                      |                        |                  |                   | Jai CourtneyP         |                  | Jai CourtneyS     |                       |
| Kal-El / Clark Kent Superman                     | Henry Cavill     | Henry Cavill                       |                       |                      | Henry Cavill           |                  | Ryan HadleyC      |                       | Henry CavillC    | Henry CavillS     | Brad AbramenkoC       |
| Emilia Harcourt                                  |                  |                                    | Jennifer Holland      |                      |                        |                  | Jennifer HollandU |                       | Jennifer Holland |                   | Jennifer Holland      |
| Ippolita                                         |                  |                                    |                       | Connie Nielsen       | Connie Nielsen         |                  |                   |                       |                  |                   |                       |
| Joker                                            |                  |                                    | Jared Leto            |                      | Jared LetoE            |                  |                   | John GothCJared LetoA |                  |                   |                       |
| J'onn J'onzz / Calvin Swanwick Martian Manhunter | Harry Lennix     | Harry Lennix                       |                       |                      | Harry LennixE          |                  |                   |                       |                  |                   |                       |
| Jonathan Kent                                    | Kevin Costner    | Kevin CostnerC                     |                       |                      | Kevin CostnerP         |                  |                   |                       |                  |                   |                       |
| Martha Kent                                      | Diane Lane       | Diane Lane                         |                       |                      | Diane Lane             |                  |                   |                       |                  |                   |                       |
| Lois Lane                                        | Amy Adams        | Amy Adams                          |                       |                      | Amy Adams              |                  |                   |                       |                  |                   |                       |
| Mera                                             |                  |                                    |                       |                      | Amber HeardE           | Amber Heard      |                   |                       |                  |                   |                       |
| Alfred Pennyworth                                |                  | Jeremy Irons                       |                       |                      | Jeremy Irons           |                  |                   |                       |                  | Jeremy Irons      |                       |
| Diana Prince Wonder Woman                        |                  | Gal Gadot                          |                       | Gal Gadot            | Gal Gadot              |                  | Gal GadotU        |                       |                  | Gal GadotC        | Kimberley von IlbergC |
| Harleen Quinzel Harley Quinn                     |                  |                                    | Margot Robbie         |                      |                        |                  |                   | Margot Robbie         |                  |                   |                       |
| Shazam Il mago                                   |                  |                                    |                       |                      |                        |                  | Djimon Hounsou    |                       | Djimon HonsouC   |                   |                       |
| Steve Trevor                                     |                  | Chris PineP                        |                       | Chris Pine           |                        |                  |                   |                       |                  |                   |                       |
| Amanda Waller                                    |                  |                                    | Viola Davis           |                      |                        |                  |                   |                       | Viola DavisU     |                   | Viola DavisC          |
| Bruce Wayne Batman                               |                  | Ben Affleck                        | Ben AffleckU          |                      | Ben Affleck            |                  |                   |                       |                  | Ben AffleckU      |                       |
| Generale Zod                                     | Michael Shannon  | Michael ShannonS                   |                       |                      |                        |                  |                   |                       |                  | Michael Shannon   |                       |

## Accoglienza

### Incassi
| Film                                                        | Data di uscita USA | Incassi      | Incassi        | Incassi      | Budget       | Note    |
| Film                                                        | Data di uscita USA | USA e Canada | Internazionale | Mondiale     | Budget       | Note    |
| ----------------------------------------------------------- | ------------------ | ------------ | -------------- | ------------ | ------------ | ------- |
| L'uomo d'acciaio                                            | 14 giugno 2013     | 291045518 $  | 379100000 $    | 670145518 $  | 225000 $     | [ 377 ] |
| Batman v Superman: Dawn of Justice                          | 25 marzo 2016      | 330360194 $  | 544002609 $    | 874362803 $  | 250000 $     | [ 378 ] |
| Suicide Squad                                               | 5 agosto 2016      | 325100054 $  | 424100000 $    | 749200054 $  | 175000 $     | [ 379 ] |
| Wonder Woman                                                | 2 giugno 2017      | 412845172 $  | 411125510 $    | 823970682 $  | 149000 $     | [ 380 ] |
| Justice League                                              | 17 novembre 2017   | 229024295 $  | 432302692 $    | 661326987 $  | 300000 $     | [ 381 ] |
| Aquaman                                                     | 21 dicembre 2018   | 335104314 $  | 816924079 $    | 1152028393 $ | 160000 $     | [ 382 ] |
| Shazam!                                                     | 5 aprile 2019      | 140480049 $  | 227318962 $    | 367799011 $  | 100000 $     | [ 383 ] |
| Birds of Prey e la fantasmagorica rinascita di Harley Quinn | 7 febbraio 2020    | 84172791 $   | 121200000 $    | 205372791 $  | 84500000 $   | [ 384 ] |
| Wonder Woman 1984                                           | 25 dicembre 2020   | 46801036 $   | 122800000 $    | 169601036 $  | 200000 $     | [ 385 ] |
| The Suicide Squad - Missione suicida                        | 5 agosto 2021      | 55817425 $   | 112900000 $    | 168717425 $  | 185000 $     | [ 386 ] |
| Black Adam                                                  | 21 ottobre 2022    | 168152111 $  | 225300000 $    | 393452111 $  | 195000 $     | [ 387 ] |
| Shazam! Furia degli dei                                     | 17 marzo 2023      | 57638006 $   | 76500000 $     | 134138006 $  | 125000 $     | [ 388 ] |
| The Flash                                                   | 16 giugno 2023     | 108133313 $  | 163300000 $    | 271433313 $  | 200000 $     | [ 389 ] |
| Blue Beetle                                                 | 18 agosto 2023     | 72488072 $   | 58300000 $     | 130788072 $  | 104000 $     | [ 390 ] |
| Aquaman e il regno perduto                                  | 22 dicembre 2023   | 124481226 $  | 315700000 $    | 440181226 $  | 205000 $     | [ 391 ] |
| Totale                                                      |                    | 2781643576 $ | 4430873852 $   | 7212517428 $ | 2657500000 $ |         |

### Critica
| Titolo                                                      | Rotten Tomatoes             | Metacritic         |
| ----------------------------------------------------------- | --------------------------- | ------------------ |
| L'uomo d'acciaio                                            | 56% (343 recensioni) 6.2/10 | 55 (47 recensioni) |
| Batman v Superman: Dawn of Justice                          | 29% (441 recensioni) 5/10   | 44 (51 recensioni) |
| Suicide Squad                                               | 26% (394 recensioni) 4.8/10 | 40 (53 recensioni) |
| Wonder Woman                                                | 93% (478 recensioni) 7.7/10 | 76 (50 recensioni) |
| Justice League                                              | 40% (412 recensioni) 5.3/10 | 45 (52 recensioni) |
| Aquaman                                                     | 65% (414 recensioni) 6/10   | 55 (50 recensioni) |
| Shazam!                                                     | 90% (419 recensioni) 7.3/10 | 71 (53 recensioni) |
| Birds of Prey e la fantasmagorica rinascita di Harley Quinn | 79% (448 recensioni) 6.8/10 | 60 (59 recensioni) |
| Wonder Woman 1984                                           | 57% (454 recensioni) 6/10   | 60 (58 recensioni) |
| Zack Snyder's Justice League                                | 71% (314 recensioni) 6.7/10 | 54 (46 recensioni) |
| The Suicide Squad - Missione suicida                        | 90% (386 recensioni) 7.5/10 | 72 (55 recensioni) |
| Black Adam                                                  | 39% (306 recensioni) 5.1/10 | 41 (52 recensioni) |
| Shazam! Furia degli dei                                     | 49% (262 recensioni) 5.6/10 | 47 (49 recensioni) |
| The Flash                                                   | 63% (389 recensioni) 6.3/10 | 55 (55 recensioni) |
| Blue Beetle                                                 | 78% (276 recensioni) 6.4/10 | 61 (52 recensioni) |
| Aquaman e il regno perduto                                  | 33% (212 recensioni) 4.9/10 | 42 (43 recensioni) |